# Zespół Pieśni i Tańca „Śląsk”

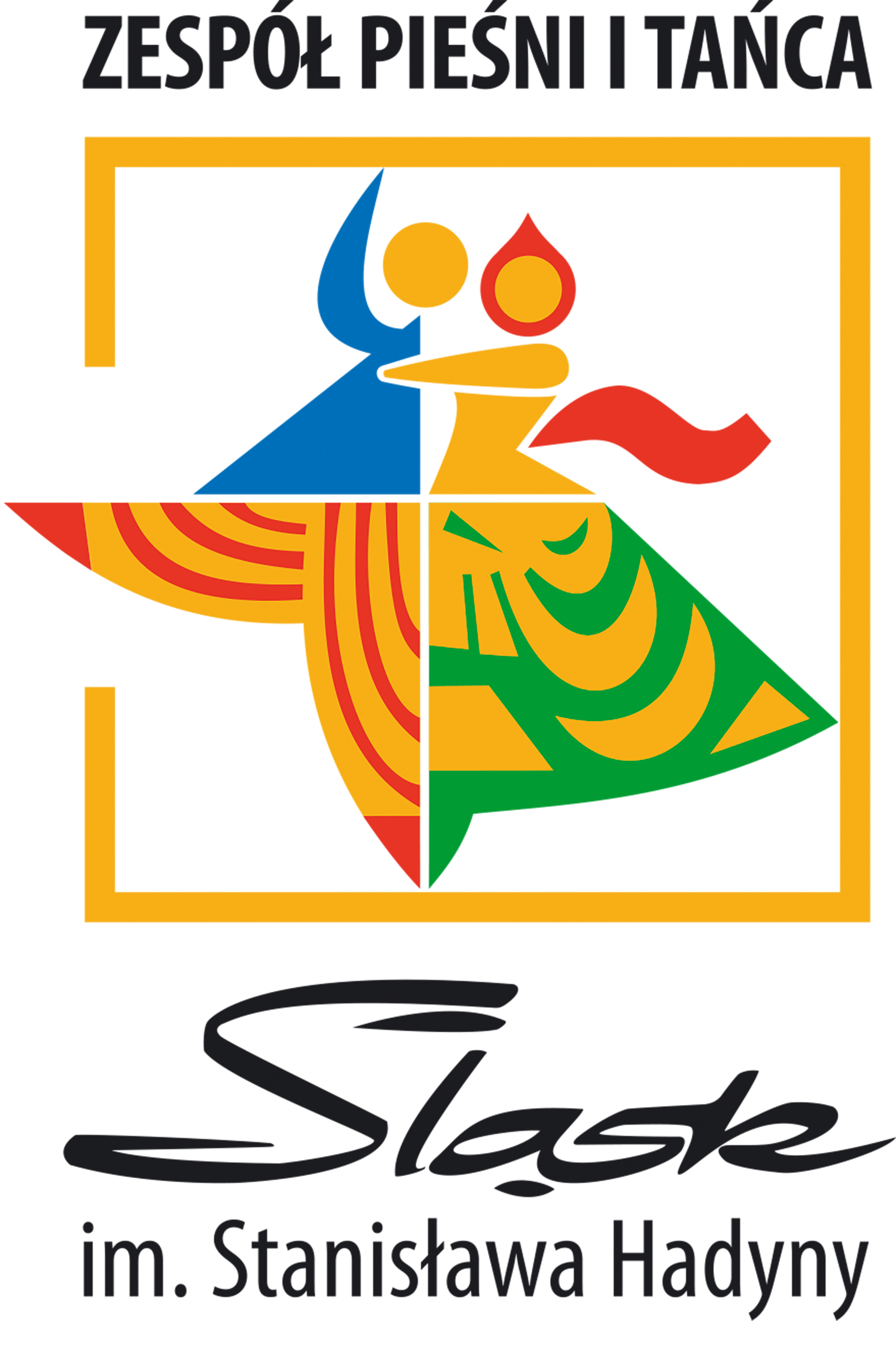
Logo Zespołu

Zespół Pieśni i Tańca „Śląsk” im. Stanisława Hadyny – jeden z największych polskich zespołów folklorystycznych, założony 1 lipca 1953 przez Stanisława Hadynę oraz Elwirę Kamińską; siedziba zespołu mieści się w pałacu w Koszęcinie.

## Historia zespołu
Pierwotna nazwa zespołu to Państwowy Zespół Ludowy Pieśni i Tańca „Śląsk” i – po „Mazowszu” – był to drugi państwowy zespół o takim charakterze w Polsce. W latach 1953–1957 zespół tworzyło ponad stu chórzystów i tancerzy. Większość z nich nie była profesjonalistami i wcześniej nie miała związków z szerszą edukacją muzyczną. W założeniach zespół miał liczyć prawie 300 osób – 140 w chórze, 60 w balecie i 80 w orkiestrze. Osiągnął on jednak tylko połowę z zakładanej liczby artystów. Ponad połowa osób miała wykształcenie podstawowe, niewielka część ukończoną szkołę średnią.
Stanisław Hadyna został oficjalnie powołany na kierownika artystycznego zespołu już w marcu 1953 roku, a oficjalnie zespół powstał 1 lipca tego roku. Towarzysząca mu przez szereg lat Elwira Kamińska otrzymała stanowisko choreografki. Teksty do wielu utworów pisane były natomiast przez Zdzisława Pyzika. Premiera odbyła się 16 października 1954 roku w Teatrze Śląskim w Katowicach. Pierwszy oficjalny występ Zespołu Pieśni i Tańca „Śląsk” odbył się 6 listopada 1954 w Warszawie w Hali Mirowskiej z okazji 37 rocznicy rewolucji październikowej. Wcześniej odbył się nieoficjalny koncert w katowickim parku Kościuszki, natomiast jeszcze wcześniej odbyły się dwa zamknięte koncerty dla delegatów Stalinogrodzkiej Konferencji PZPR oraz dla Zespołu Pieśni i Tańca Chińskiej Armii Narodowo-Wyzwoleńczej.
W 1976 roku zespół otrzymał dyplom Ministra Spraw Zagranicznych Polskiej Rzeczypospolitej Ludowej Stefana Olszowskiego[3]. Dyrektorem zespołu od 2011 roku jest Zbigniew Cierniak

### Repertuar
Zespół początkowo prezentował folklor śląski, w szczególności tańce i pieśni odnoszące się do Górnego Śląska, Ziemi Cieszyńskiej i Beskidów. Później wykonywał także inne polskie pieśni i tańce, w tym związane z folklorami małopolskim czy kujawskim. Obecnie w repertuarze zespołu znajdują się również pieśni i tańce wszystkich polskich regionów, a nawet opery, oratoria i muzyka sakralna. Nadrzędną ideą działania Zespołu jest ukazywanie bogactwa źródeł kultury śląskiej na tle spuścizny innych regionów kraju. Ponad stuosobowy skład artystyczny obejmuje chór, balet i orkiestrę.
Zespół daje 200 koncertów rocznie, występuje nie tylko na wielkich światowych scenach, lecz także w mniejszych miejscowościach w kraju. „Śląsk” odwiedził 45 państwa na pięciu kontynentach. Zespół dał ponad 9 tysięcy koncertów dla ponad 27 milionów widzów. W swoim dorobku Zespół ma także kilkanaście płyt, w tym 11 wydanych w Złotej Kolekcji „Śląska”. Pięć z nich posiada status Złotej, jedna Platynowej Płyty. Wydany w 2021 roku wspólny album Zespołu „Śląsk” i Miuosha – „Pieśni współczesne”, otrzymał tytuł podwójnej Platynowej Płyty oraz Nagrodę Muzyczną Fryderyk 2022 w kategorii ALBUM ROKU MUZYKA KORZENI BLUES, a także Fryderyk 2023 w kategorii ZESPÓŁ/PROJEKT ARTYSTYCZNY ROKU. Instytucja otrzymała również statuetkę Fryderyk 2023 w kategorii ALBUM ROKU MUZYKA KORZENI BLUES – „Zespół Pieśni i Tańca „Śląsk” – 70-lecie Zespołu Pieśni i Tańca „Śląsk” im. Stanisława Hadyny. Największe przeboje”.

### Śląskie Centrum Edukacji Regionalnej
Od 2005 roku działa Śląskie Centrum Edukacji Regionalnej, które w ramach programowej działalności edukacyjnej Zespołu organizuje zajęcia dla dzieci, młodzieży i nauczycieli. Organizowane są także: Letnia Szkoła Artystyczna (nauka tańców narodowych i ludowych, tańca współczesnego oraz warsztaty wokalne), Przegląd Piosenki Dziecięcej im. Adolfa Dygacza „Śląskie Śpiewanie”, Międzynarodowy Konkurs Muzyki i Pieśni im. Stanisława Hadyny. Rozwinęła się działalność wydawnicza.
Latem przez zespół organizowana jest Letnia Szkoła Tańca. Corocznie także na początku lata odbywa się Święto Śląska, podczas którego zespół obchodzi swe kolejne urodziny, a poza nim prezentują się także inne zespoły folklorystyczne, jak również rockowe i popowe. Imprezie, która trwa trzy dni, towarzyszy piknik na terenie koszęcińskiego parku.
Z zespołem współpracowały też takie osoby jak: Teresa Werner, Wojciech Kilar, Franciszek Klimek, Ireneusz Łojewski, Czesław Płaczek czy Ryszard Pierzchała. Od 2001 roku przy zespole działa Śląskie Centrum Edukacji Regionalnej, które od 2005 roku wydaje kwartalnik „Bliżej Śląska”. W lutym 2010 roku wydawnictwo Hey, koło Cieszyna uzyskało nominację do nagrody polskiego przemysłu fonograficznego „Fryderyka” w kategorii: album roku folk/muzyka świata[2].
17 maja 2017 roku nastąpiło uroczyste podpisanie umowy pomiędzy Ministrem Kultury i Dziedzictwa Narodowego a Zarządem Województwa Śląskiego o współprowadzeniu Zespołu Pieśni i Tańca „Śląsk” im. Stanisława Hadyny.

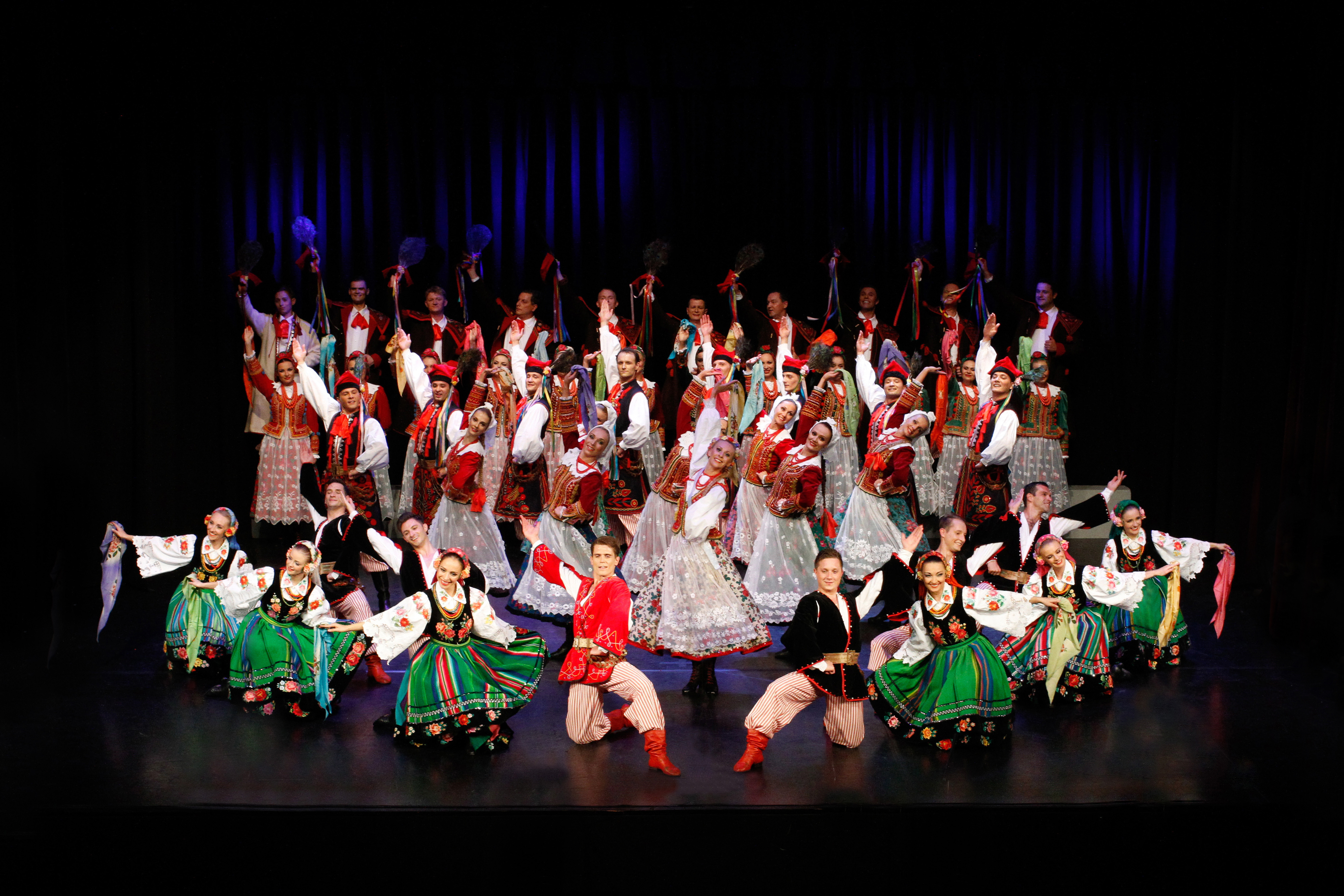
Zespół Pieśni i Tańca "Śląsk" im. Stanisława Hadyny

## Struktura zespołu
W roku 2021 w skład zespołu wchodziło:

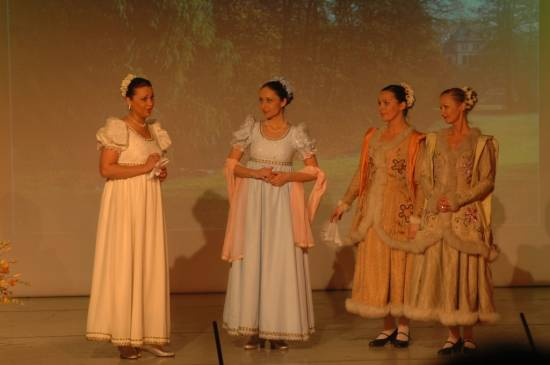
Koncert Moniuszkowski w wykonaniu Zespołu Pieśni i Tańca Śląsk

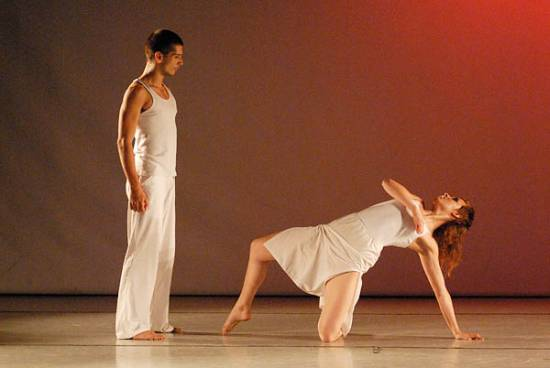
Międzynarodowa Szkoła Tańca w siedzibie Zespołu Pieśni i Tańca Śląsk

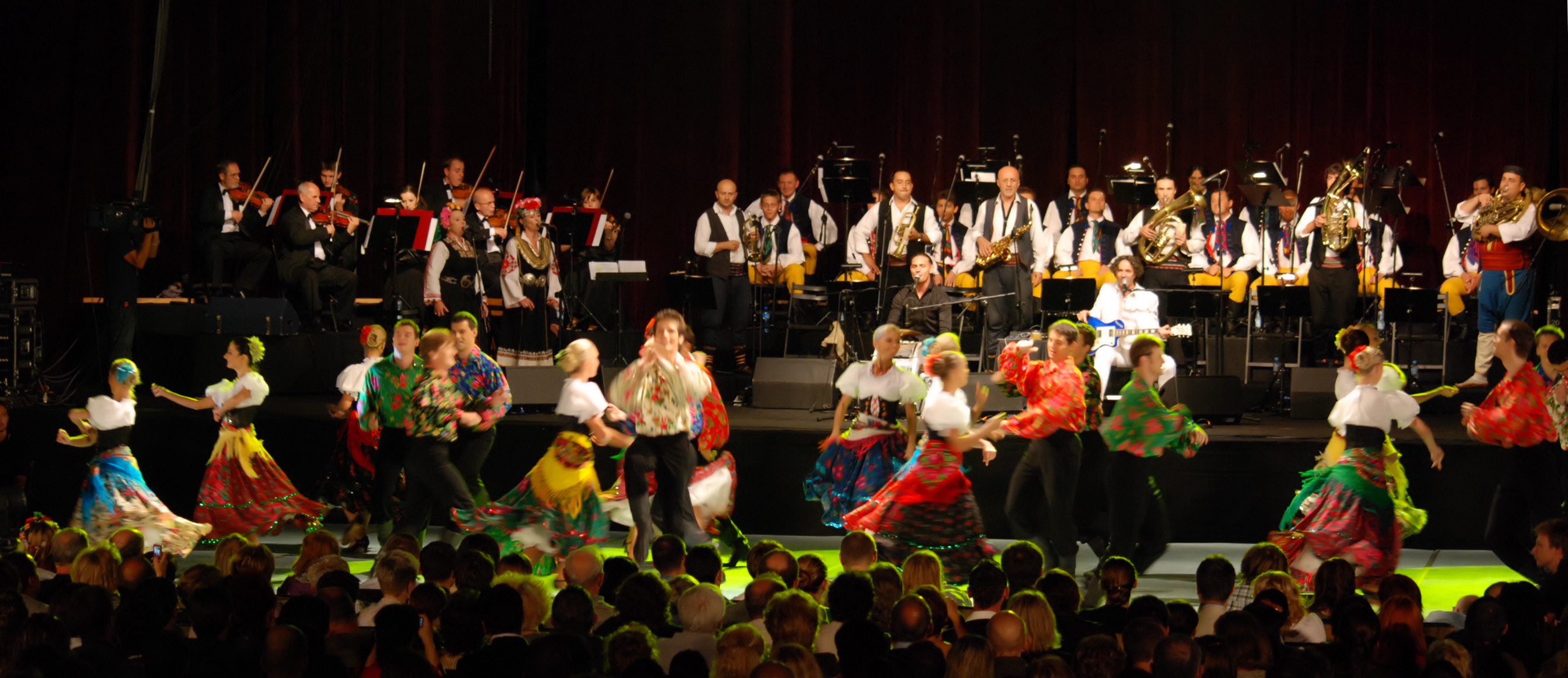
Występ podczas jubileuszowego koncertu z Goranem Bregoviciem w Katowicach

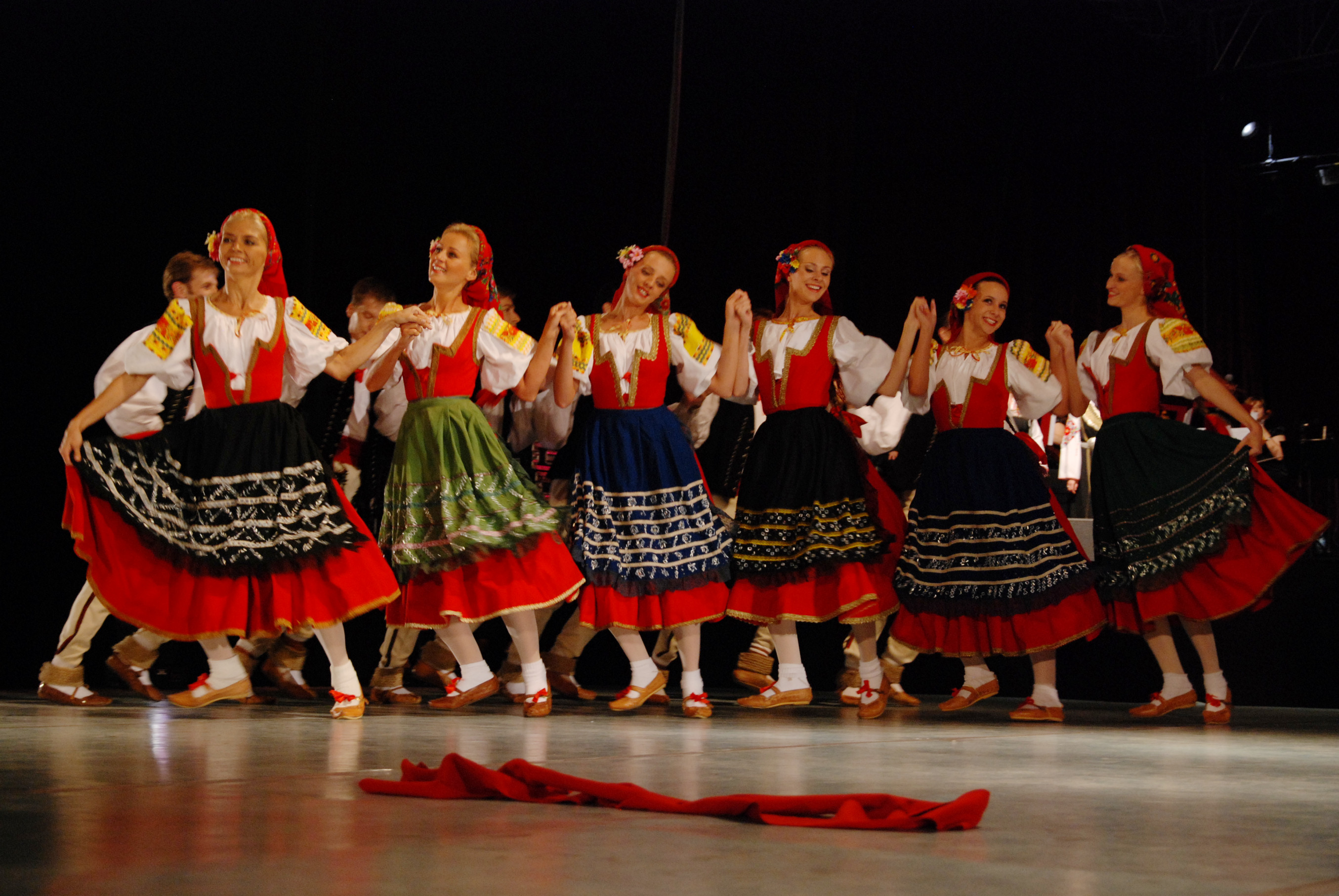
Występ podczas jubileuszowego koncertu z Goranem Bregoviciem w Katowicach

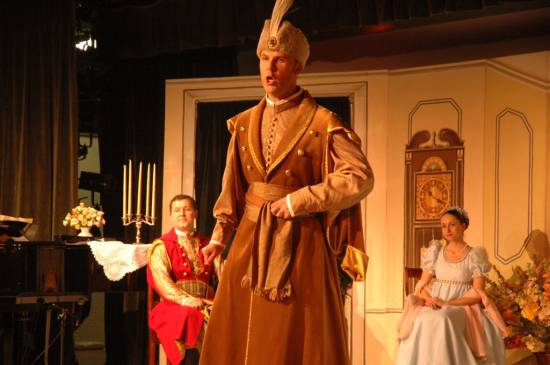
Koncert Moniuszkowski

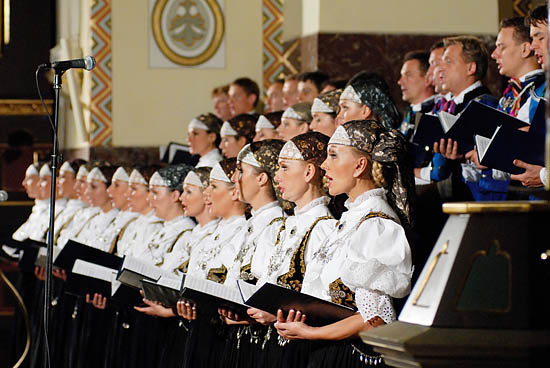
Chór wykonujący Wielką mszę żałobną François-Josepha Gosseca

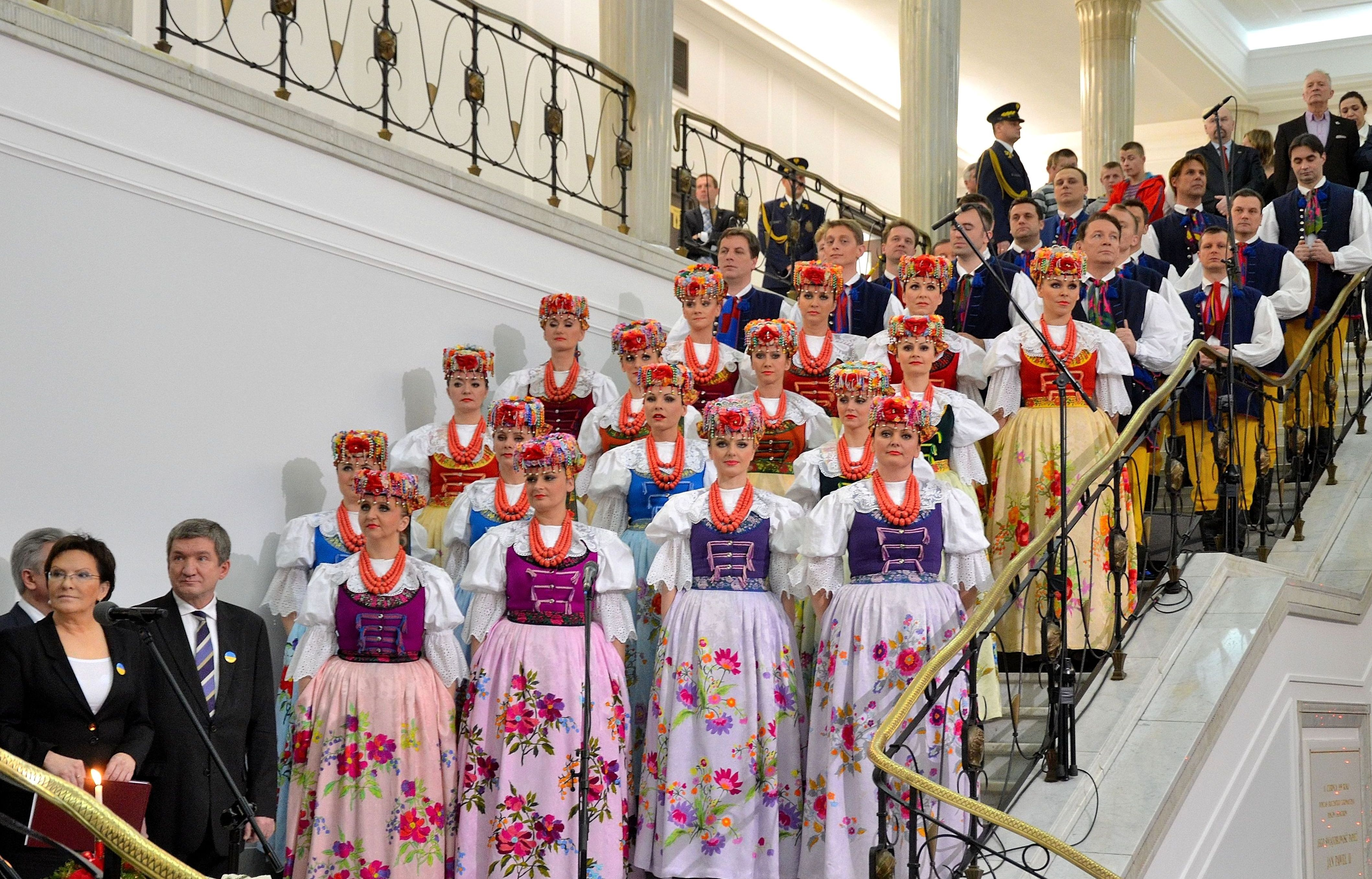
Koncert kolęd podczas spotkania opłatkowego w Sejmie (2013)

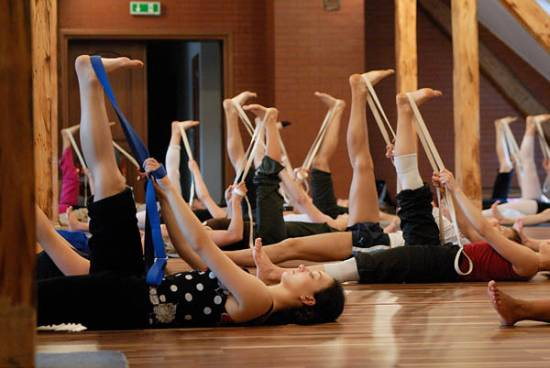
Letnia szkoła tańca

- Chór – 49 osób
- Balet – 48 osób
- Orkiestra – 29 osób

## Dyskografia

### Albumy winylowe (10 CALI)
- L 0025 „Śląsk” Państwowy Zespół Ludowy Pieśni i Tańca, Polskie Nagrania (tł. Muza, 10-calowy)[8]

- L 0025 „Śląsk” Państwowy Zespół Ludowy Pieśni i Tańca, Polskie Nagrania (tł. Muza, 10-calowy)[8]

- L 0153 „Śląsk” Państwowy Zespół Ludowy Pieśni i Tańca, Polskie Nagrania (tł. Muza, 10-calowy)[8]
- L 0244 „Śląsk” Państwowy Zespół Ludowy Pieśni i Tańca, Polskie Nagrania (tł. Muza, 10-calowy)[8]
- L 0245 „Śląsk” Państwowy Zespół Ludowy Pieśni i Tańca, Polskie Nagrania (tł. Muza, 10-calowy)[8]
- L 0266 Christmas Carols, Kolędy „Śląsk” Państwowy Zespół Ludowy Pieśni i Tańca, Polskie Nagrania (tł. Muza, 10-calowy)[8]
- L 0272 „Śląsk” Państwowy Zespół Ludowy Pieśni i Tańca, Polskie Nagrania (tł. Muza, 10-calowy)[8]
- L 0273 „Śląsk” Państwowy Zespół Ludowy Pieśni i Tańca, Polskie Nagrania (tł. Muza, 10-calowy)[8]
- L 0274 „Śląsk” Państwowy Zespół Ludowy Pieśni i Tańca, Polskie Nagrania (tł. Muza, 10-calowy)[8]
- L 0275 „Śląsk” Państwowy Zespół Ludowy Pieśni i Tańca, Polskie Nagrania (tł. Muza, 10-calowy)[8]
- L 0276 „Śląsk” Państwowy Zespół Ludowy Pieśni i Tańca, Polskie Nagrania (tł. Muza, 10-calowy)[8]

### Albumy winylowe LP (12 CALI)
Wydane w Polsce:
- XL 0182 The Polish Song And Dance Ensemble – Vol. 1[8]
- XL 0183 The Polish Song And Dance Ensemble – Vol. 2[8]
- XL 0347 Przy stole wigilijnym, PN Muza, LP 12-calowy[8]
- SXL 0348 The Polish Song And Dance Ensemble – Vol. 3[8]
- XL 0719 The Polish Song And Dance Ensemble – Vol. 4[8]
- SXL 0855 The Polish Song And Dance Ensemble – Vol. 5[8]
- SXL 1127 The Polish Song And Dance Ensemble – Vol. 6[8]
- SX 1332 The Polish Song And Dance Ensemble – Vol. 7[8]
- SX 1540 The Polish Song And Dance Ensemble – Vol. 8[8]
- SX 1781 The Polish Song And Dance Ensemble – Vol. 9 (25 lecie)[8]

Wydane w USA:
- MFS 325 The Polish State Folk Ballet "Slask" Vol. 1 (tł. Monitor Records)[8]
- MFS 326 The Polish State Folk Ballet "Slask" Vol. 2 (tł. Monitor Records)[8]
- MFS 336 The Polish State Folk Ballet "Slask" – Christmas in Poland Vol. 3 (tł. Monitor Records)[8]

Wydane w Kanadzie:
- National Ballet of Poland Śląsk, Vol. 1[8]
- National Ballet of Poland Śląsk, Vol. 2[8]

### Albumy CD
- Karolinka –  Piosenki Górnego Śląska i Ziemi Opolskiej, Złota Kolekcja „Śląska” CDS 01[9] – platynowa płyta[10]
- Idą powstańcy – pieśni Powstańców Górnośląskich Złota Kolekcja „Śląska” CDS 02[9].
- Hej, te nasze góry – piosenki Beskidu Żywieckiego i Podhala Złota Kolekcja „Śląska” CDS 03[9].
- Starzyk –  piosenki górnicze Złota Kolekcja „Śląska” CDS 04[9] – złota płyta[11]
- Wielki tydzień – pieśni pasyjne i Wielkanocne Złota Kolekcja „Śląska” CDS 05[9].
- Bogurodzica – pieśni maryjne Złota Kolekcja „Śląska” CDS 06[9] – złota płyta[12]
- Święta noc – kolędy i pastorałki Złota Kolekcja „Śląska” CDS 07[9] – złota płyta[13]
- Albośmy to jacy tacy – polskie tańce narodowe i ludowe Złota Kolekcja „Śląska” CDS 08[9] – złota płyta[14]
- Santo Subito! – PIEŚNI SAKRALNE Złota Kolekcja „Śląska” CDS 09[9].
- Hej, koło Cieszyna – pieśni Ziemi Cieszyńskiej Złota Kolekcja „Śląska” CDS 10[9].
- Kilar – pieśni i tańce Górnego Śląska, Zagłębia Dąbrowskiego oraz Górali Beskidu Żywieckiego Złota Kolekcja „Śląska” CDS 11[9].
- Złote przeboje – ze Złotej Kolekcji „Śląska” CDS 12[9].
- Die Schöensten Wienachtslieder – kolędy niemieckie CDS 13[9].
- Solus Christus – pieśni religijne Kościoła ewangelickiego CDS 14[9].
- Pieśń o ojczyźnie – na 100-lecie odzyskania niepodległości CDS 15[9].
- Litanie ostrobramskie – z okazji 200-lecia urodzin Stanisława Moniuszki CDS 16[9].
- Stanisław Hadyna – z okazji 100-lecia urodzin CDS 17[9].
- „Śląsk” od piosenki do piosenki, Polskie Radio PRCD 861
- Przy stole wigilijnym, Polskie Nagrania Muza PNCD 960

### Albumy streamingowe
- 1958 (reedycja cyfrowa): Śląsk, Vol. 6[15]
- 1960 (reedycja cyfrowa): Stanisław Hadyna[16] – Biblioteka Narodowa Francji
- 1982 (2020 – reedycja cyfrowa): National Ballet of Poland Śląsk, Vol. 1[17]
- 1982 (2020 – reedycja cyfrowa): National Ballet of Poland Śląsk, Vol. 2[18]
- 2007: Przy stole wigilijnym[19]
- 2015: Kolędy[20]
- 2019: Najpiękniejsze kolędy[21] (oraz Państwowy Zespół Ludowy Pieśni i Tańca „Mazowsze”)
- 2019: Bogurodzica[22]
- 2019: Karolinka[23]
- 2019: Hej, te nasze góry[24]
- 2019: Starzyk[25]
- 2019: Święta noc[26]
- 2019: Albośmy to jacy tacy[27]
- 2019: Kilar[28]
- 2019: Die Schöensten Wienachtslieder[29]
- 2020: Wielki tydzień[30]
- 2021: Pieśni współczesne[31] (oraz Miuosh) (Fandango Records i Narodowe Centrum Kultury) – 2x platynowa płyta[32]
- 2022: Pieśni współczesne (Live at Cavatina Hall) (oraz Miuosh) (Fandango Records)[33] – złota płyta[34]

### Single
- 1959: „Gdybym to ja miała”[35]
- 1959: „Karolinka, o Gwiazdeczko”[36]
- 2021: „Doliny”[37] (gościnnie: Jakub Józef Orliński i Marcin Wyrostek)
- 2021: „Zmierzch”[38] (oraz Kwiat Jabłoni i Miuosh)
- 2021: „Mantra”[39] (oraz Igor Herbut i Miuosh)
- 2021: „Celina”[40] (oraz Julia Pietrucha i Miuosh)
- 2021: „Imperium”[41] (oraz Ralph Kaminski i Miuosh)
- 2024: „Zostaw”[42] (oraz Dawid Tyszkowski i Miuosh)

## Państwa, w których odbywały się koncerty „Śląska”
- Algieria – tournée w roku 1964
- Australia – tournée w roku 1974
- Austria – tournée w latach 1974, 1976, 1997, 2001, 2006, 2007, 2012, 2015, 2018
- Belgia – tournée w latach 1956, 1973, 1975, 1981, 1986, 1987, 1989, 1994, 2011
- Bułgaria – tournée w latach 1962, 1971, 1977, 2008
- Brazylia – tournée w latach 2022, 2023
- Chiny – tournée w latach 1965, 1999, 2018, 2019
- Chorwacja – tournée w roku 2017
- Czechosłowacja – tournée w latach: 1955, 1959, 1966, 1969, 1970, 1974, 1982, 1992
- Czechy – tournée w latach: 1998, 2001, 2003, 2017, 2018, 2019
- Dania – tournée w latach 1959, 1971
- Egipt
- Finlandia – tournée w roku 1959
- Francja – tournée w latach 1956, 1958, 1971, 1973, 1975, co roku w latach 1980–1989, a także w latach 1992–1997, 2014, 2018, 2019, 2023
- Grecja – tournée w latach 1962, 1977
- Hiszpania – tournée w latach 1991, 1999
- Holandia – tournée w latach 1975, 1981, 1993, 2000
- Hongkong – tournée w roku 1965
- Izrael – tournée w roku 1966
- Japonia – tournée w roku 2002, 2004, 2019
- Jugosławia – tournée w roku 1965
- Kanada – tournée w latach 1959, 1974, 1978, 1982, 1984, 2013, 2019
- Korea Południowa
- Korea Północna – tournée w roku 1965
- Kuba – tournée w roku 1978
- Litwa –  tournée w latach 1957, 1964, 1969, 2019
- Maroko – tournée w roku 2001
- Mongolia – tournée w roku 1965
- Meksyk – tournée w latach 1960, 1978
- Monako – tournée w roku 1967
- RFN – tournée w latach 1973, 1975, 1980, 1981, 1984, 1985, 1986, 1997, 1998, 2000, 2002, 2003, 2018,
- Niemiecka Republika Demokratyczna – tournée w latach 1956, 1961, 1963, 1969, 1970, 1971, 1972, 1976, 1977
- Norwegia – tournée w latach 1959, 1971
- Nowa Zelandia – tournée w roku 1974
- Rumunia – tournée w latach 1961, 1971, 1978
- Słowacja – tournée w latach 1998, 2001, 2017, 2018
- Szwajcaria – tournée w latach 1975, 1983
- Szwecja – tournée w latach 1959, 1971, 1976, 2002, 2003
- Tunezja – tournée w roku 1964
- Stany Zjednoczone – tournée w latach 1959, 1960, 1974, 1978, 1985, 1989, 1998, 2012, 2013, 2017, 2019
- Watykan – tournée w roku 2000
- Węgry – tournée w latach 1961, 1972, 1979, 1984, 2017, 2018
- Wielka Brytania – tournée w latach 1961, 1964, 1994
- Włochy – tournée w latach 1965, 1966, 1967, 1972, 1973, 1983, 2001
- Związek Socjalistycznych Republik Radzieckich – tournée w latach 1955, 1957, 1959, 1961, 1964, 1965, 1969, 1972, 1979, 1980, 1982

## Nagrody otrzymane przez „Śląsk”

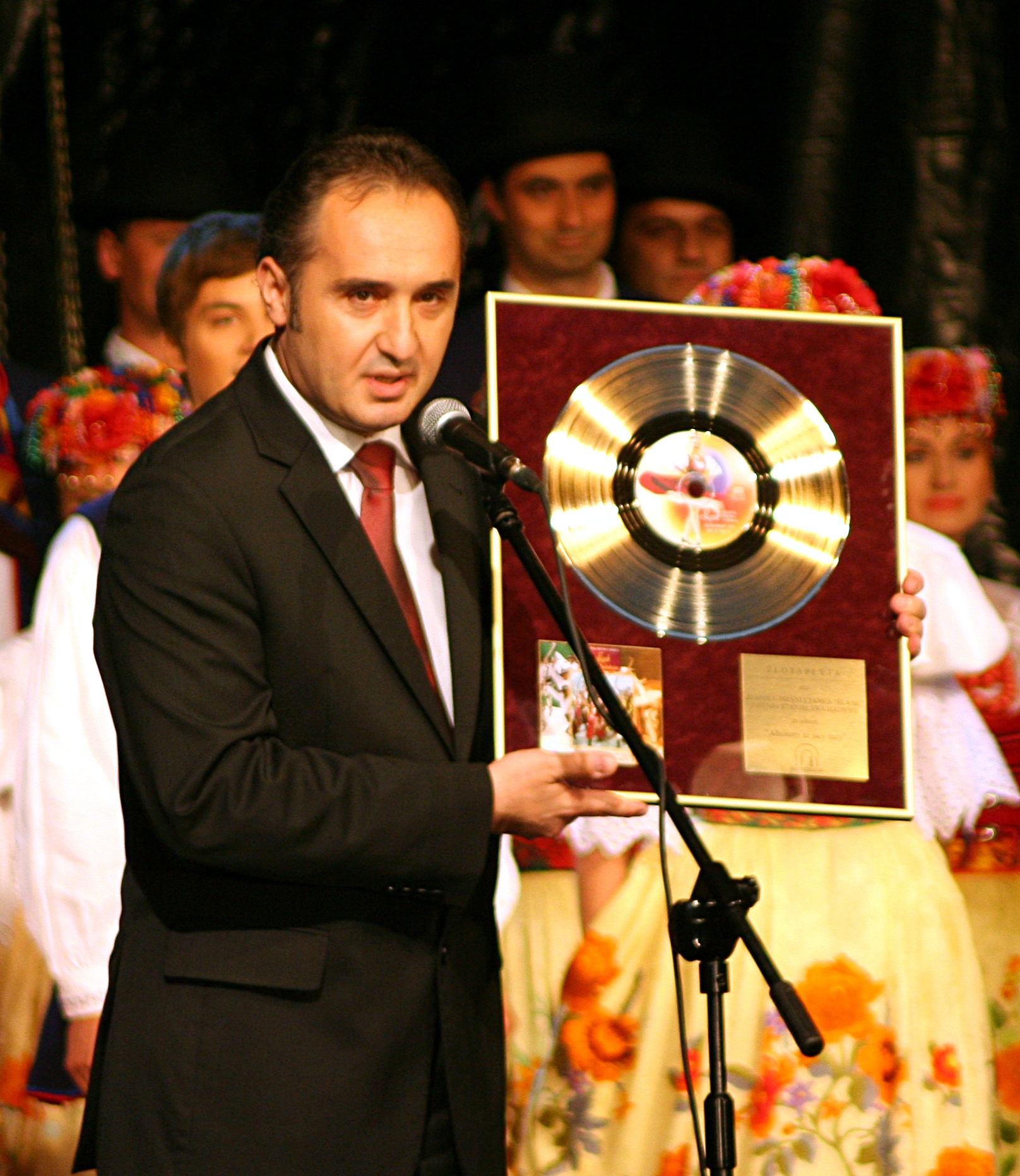
Dyrektor naczelny zespołu, Zbigniew Cierniak, odbierający złotą płytę w roku 2011 za album Albośmy to jacy tacy

- Platynowa Płyta za album „Karolinka” (2008)
- Nominacja do nagrody Fundacji „Dzieło Nowego Tysiąclecia” – TOTUS 2008 w kategorii „Osiągnięcia w dziedzinie kultury chrześcijańskiej[43].
- Złota odznaka za Zasługi dla Województwa Śląskiego (2008)
- Platynowy Laur Umiejętności i Kompetencji „Ambasador Spraw Polskich” (2009)[43].
- „Skrzydła Merkurego” – za promocję kultury polskiej i międzynarodowej na świecie (2009)[43].
- Nagroda im. Stanisława Ligonia (2009)
- Złoty Medal Akademii Polskiego Sukcesu (2009)[43].
- „Lux ex Silesia”– nagroda Metropolity Katowickiego, arcybiskupa Damiana Zimonia (2009)[43].
- Nagroda Główna w III edycji ogólnopolskiego konkursu Polska Pięknieje – 7 Cudów Funduszy Europejskich w kategorii ZABYTEK za projekt Śląskie Centrum Edukacji Regionalnej (2010)[43].
- Marka Śląskie 2010 w kategorii Kultura (2010)[43].
- Tytuł Ambasador Śląska w kategorii Kultura przyznany przez Polska Dziennik Zachodni (2010)[43].
- Certyfikat członkostwa Śląskiej Organizacji Turystycznej od 2010 roku[43].
- „TOTUS Specjalny 2013” – Katolicki Nobel – Nagroda Fundacji Rady Episkopatu Polski „Dzieło Nowego Tysiąclecia” za całokształt osiągnięć w dziedzinie kultury w roku 60. rocznicy działalności artystycznej, a w szczególności za propagowanie osoby i nauczania Ojca Świętego Jana Pawła II (2013)[43].
- Certyfikat „Euro-Partner” dla najlepszej instytucji kultury w Polsce (2013)[43].
- Godło Honorowe „TERAZ POLSKA” (2014)[43].
- I miejsce w Ogólnopolskim Konkursie Otwartym MODERNIZACJA ROKU 2014 (2015)[43].
- Tytuł Modernizacja Roku 2014 (2015)[43].
- Order Świętego Stanisława – I klasa (2015)[43].
- Nagroda Europejskiego Klubu Biznesu Polska „Bene Meritus” – Dobrze Zasłużony (2015)[43].
- Odznaka Zasłużony dla Politechniki Śląskiej (2015)[43].
- Honorowy Ślązak Roku 2015 (2015)[43].
- Jurajski Produkt Roku 2015 (2016)[43].
- Medal Mater Verbi Tygodnika Katolickiego „Niedziela” (2016)[43].
- Tytuł „Mecenas Kreatywnej Edukacji Regionalnej” przyznany przez Zarząd Związku Górnośląskiego (2016)[43].
- Nagroda w kategorii „PARTNER” z okazji 25-lecia Fundacji Rozwoju Kardiochirurgii im. prof. Zbigniewa Religi (2016)[43].
- Złote Logo Polska przyznane przez Polską Organizację Turystyczną (2016)[43].
- Statuetka „Sukces Śląska Roku 2017” (2017)[43].
- Tytuł „Optymistyczna Firma Roku 2017” (2017)[43].
- Nagroda „Śląski Szmaragd” (2017)[43].
- Statuetka „Super Sukces Roku 2018” (2018)[43].
- Statuetka okolicznościowa z okazji 100 – lecia ZASP dla Zespołu „Śląsk” z okazji 65-lecia (2018)[43].
- Wyróżnienie w konkursie Ministerstwa Kultury i Dziedzictwa Narodowego „Zabytek Zadbany” (2018)[43].
- Terpsychora – nagroda Sekcji Tańca i Baletu Związku Artystów Scen Polskich (2018)[43].
- Statuetka „Turysta 2018” – Nagroda Festiwalu Filmów Turystycznych i Korporacyjnych FilmAT (2018)[43].
- Wyróżnienie Narodowego Instytutu Dziedzictwa w uznaniu za zaangażowanie w organizację 26. edycji Europejskich Dni Dziedzictwa w Polsce „Niepodległa dla Wszystkich” (2018)[43].
- Platynowy Medal im. Jana Kilińskiego za zasługi dla Rzemiosła Polskiego (2019)[43].
- Złota Odznaka „Za zasługi w krzewieniu polskości na Litwie” (2019)[43].
- Medal „Zasłużony dla Śląskiego Oddziału Straży Granicznej im. nadkom. Józefa Bocheńskiego w Raciborzu” (2019)[43].
- Statuetka „Kamrat Ślōnskij Gŏdki” (2019)[43].
- „Gwiozda Łowicko” (2019)[43].
- „Skrzydła św. Rafała Archanioła” – nagroda przyznana przez Ośrodek Rehabilitacyjny pw. św. Rafała Archanioła w Rusinowicach (2019)[43].
- Dyplom Marszałka Województwa Śląskiego – Wyróżnienie główne w kategorii „Osobowość turystyczna roku” za Zasługi dla Rozwoju Turystyki w roku 2020
- Śląska Nagroda Muzyczna i Artystyczna,
- Honorowy dyplom uznania Prezydenta USA,
- Dyplom uznania Ministra Kultury Związku Socjalistycznych Republik Radzieckich,
- Srebrny Medal „Zasłużony Kulturze Gloria Artis” przyznany dyrektorowi artystycznemu Zespołu Pieśni i Tańca „Śląsk”, Jerzemu Wójcikowi,
- Złota Odznaka Honorowa za Zasługi dla Województwa Śląskiego,
- Nagroda im. Wojciecha Korfantego (2007)[44],
- Śląska Nagroda im. Juliusza Ligonia (2013)[45],
- Złoty Medal „Zasłużony Kulturze Gloria Artis” (2023)
- Nagroda Super Marka Śląskie dla Zespołu Pieśni i Tańca „Śląsk” im. Stanisława Hadyny z podziękowaniem za znaczący wkład w rozwój województwa śląskiego[46]
- Statuetka – „Zespołowi Pieśni i Tańca „Śląsk” z podziękowaniami za 70 lat”[46]
- Statuetka „Dolnośląski Laur św. Jana Nepomucena”[46]
- Statuetka „Gwarek”[46]
- Nagroda  Ogólnopolskiego Konkursu „Modernizacja Roku & Budowa XXI w.” dla Zespołu Pieśni i Tańca „Śląsk” im. Stanisława Hadyny z okazji 70-lecia Pracy Twórczej[46].

Zespół sam przyznaje nagrodę Animus Silesiae, statuetkę w brązie przedstawiającą tańczącą parę artystów zespołu, nagradzającą artystów dbających o śląskie dziedzictwo. Pierwszym laureatem nagrody jest Wojciech Kilar. Od lat zespół przyznaje również nagrodę Mecenas Silesiae, którą honorowane są osoby życzliwe dla Zespołu, o szczególnych zasługach w sponsorowaniu i mecenacie.
Zespół Pieśni i Tańca „Śląsk” uzyskał w 2007 roku status narodowej instytucji kultury. Zabiega też o uzyskanie certyfikatu ISO (jako jedyna instytucja artystyczna w Polsce).
W 2017 Zespół otrzymał nagrodę „Śląski Szmaragd”. W 2018 roku – Statuetkę „Super Sukces Roku 2018”

## Galeria

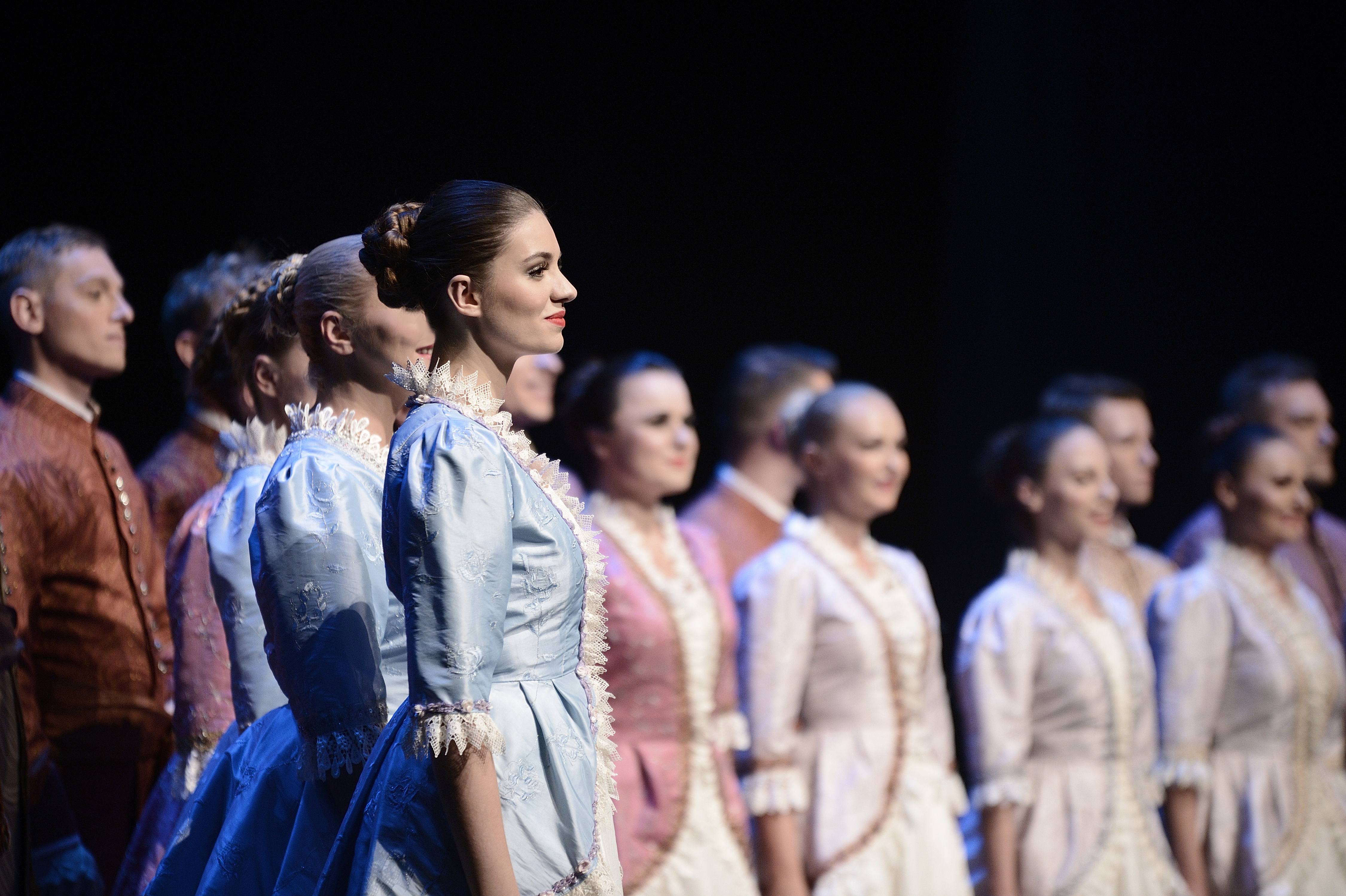
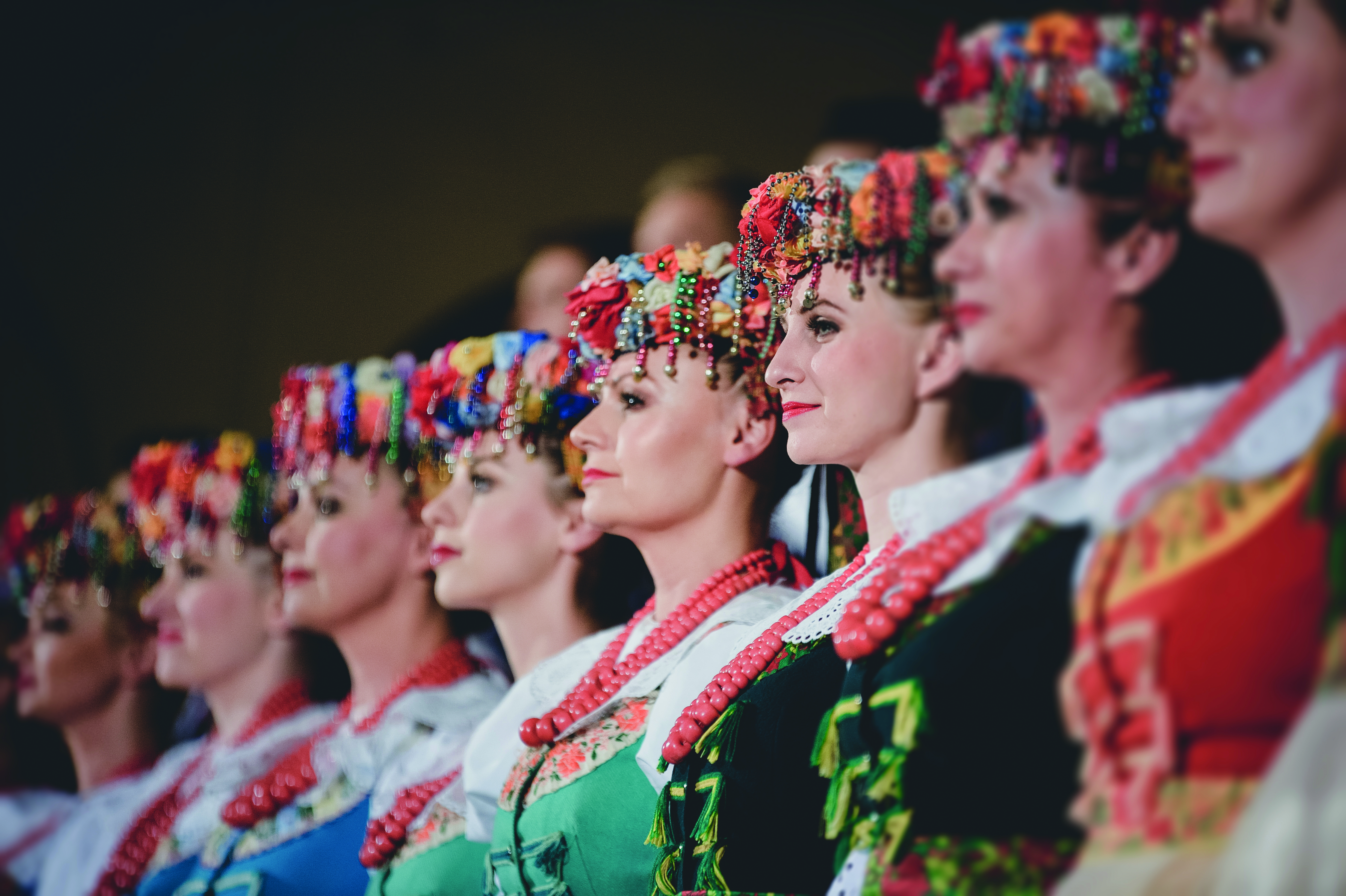
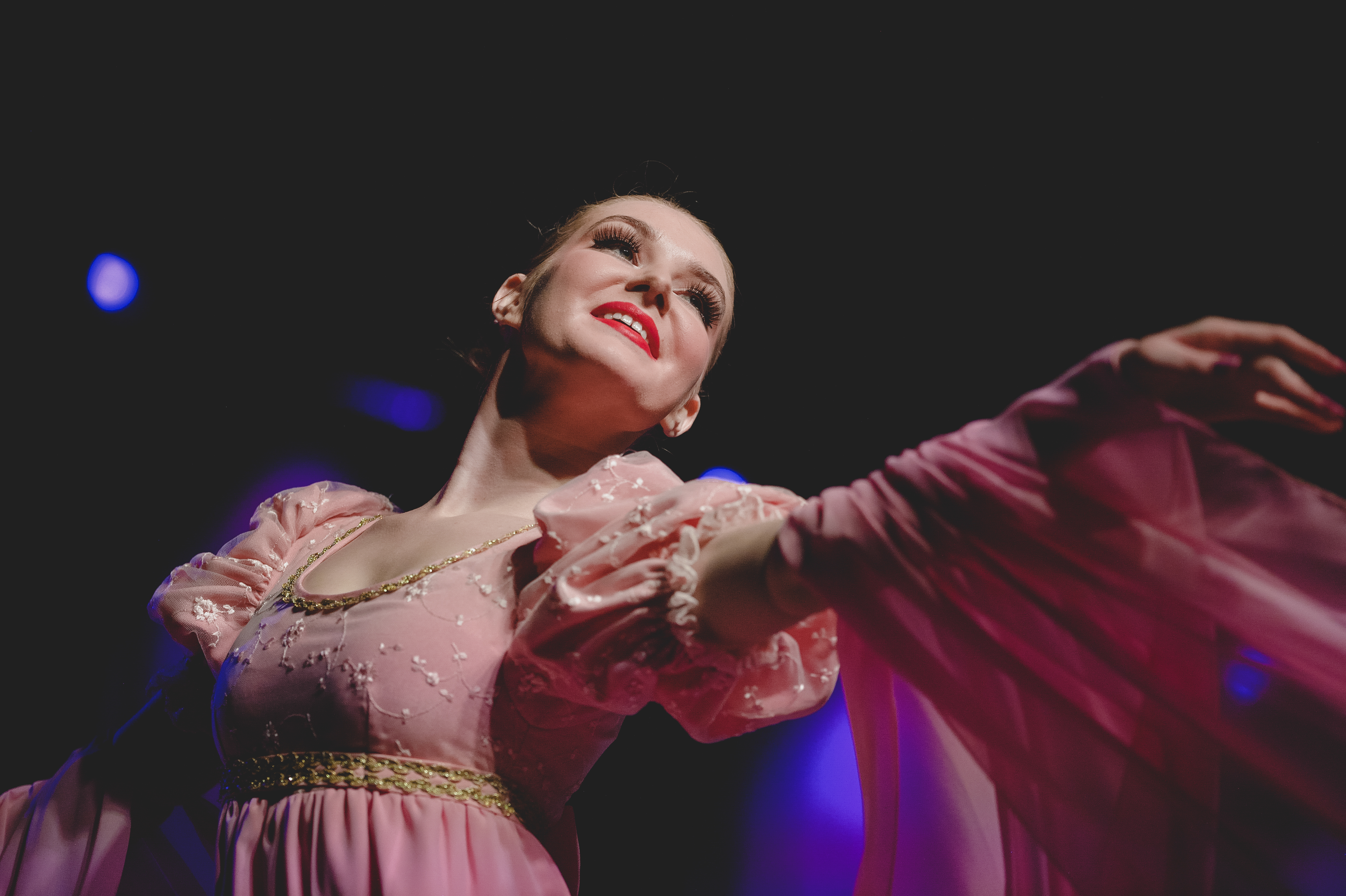
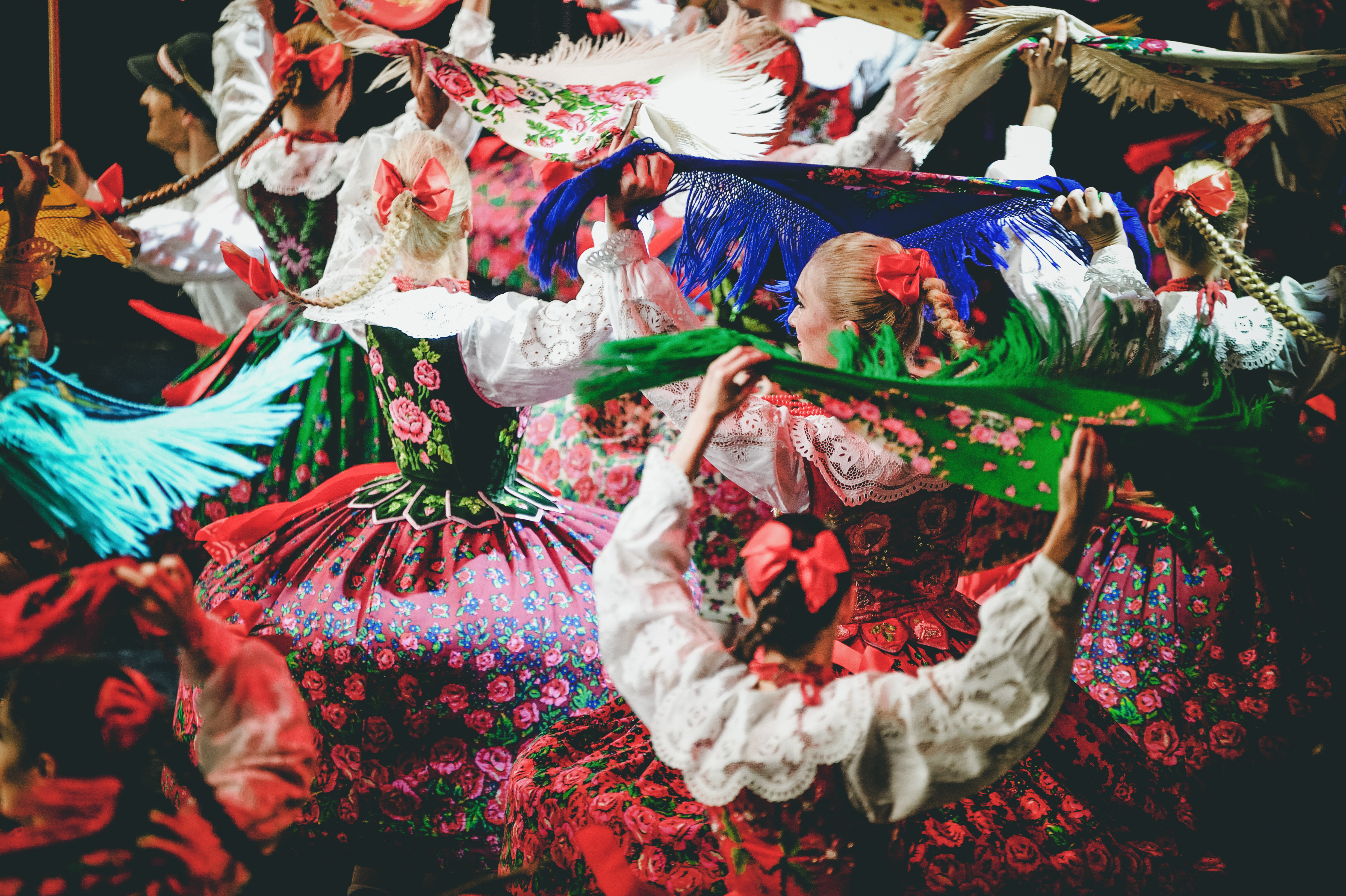
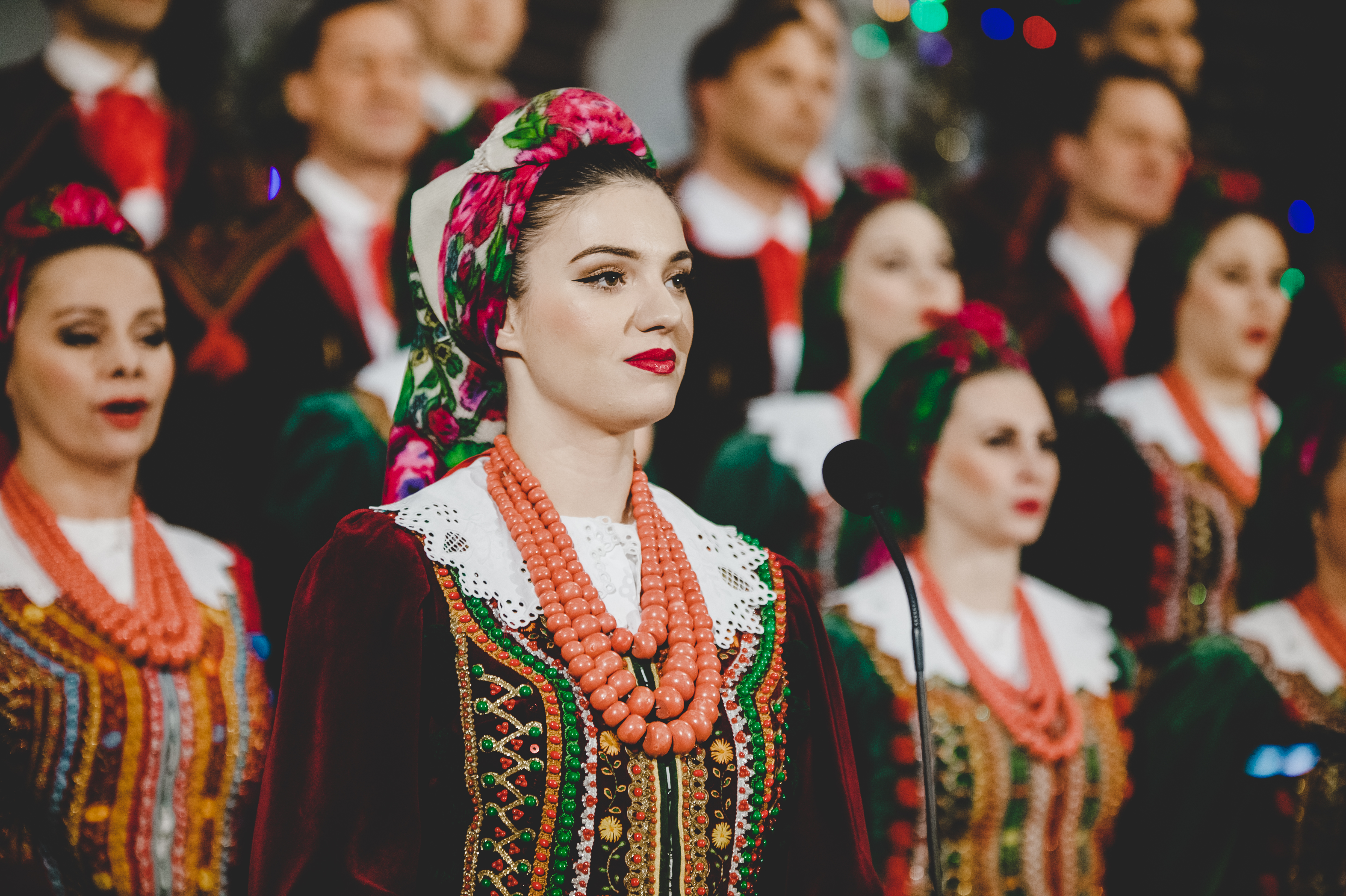
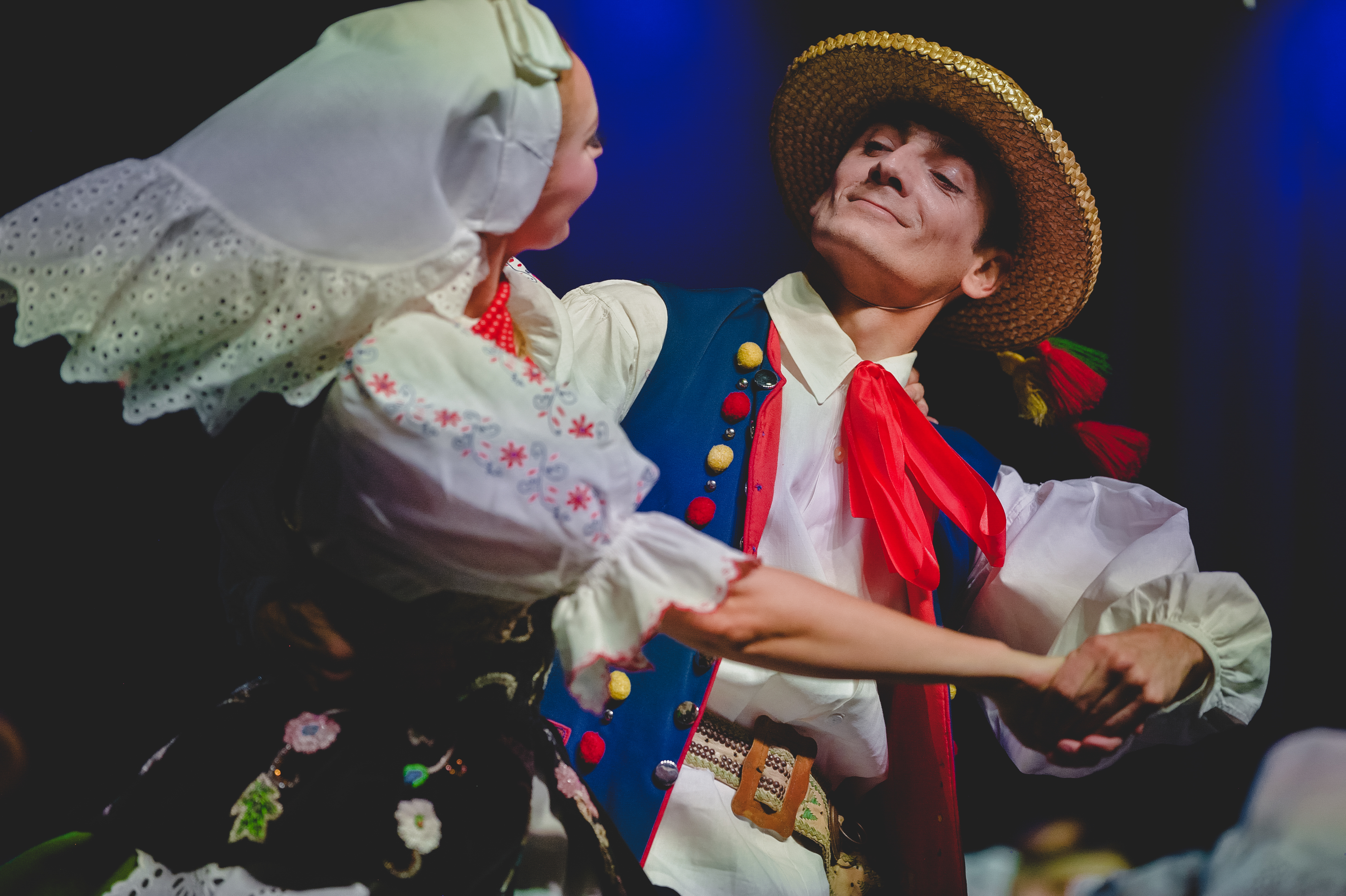
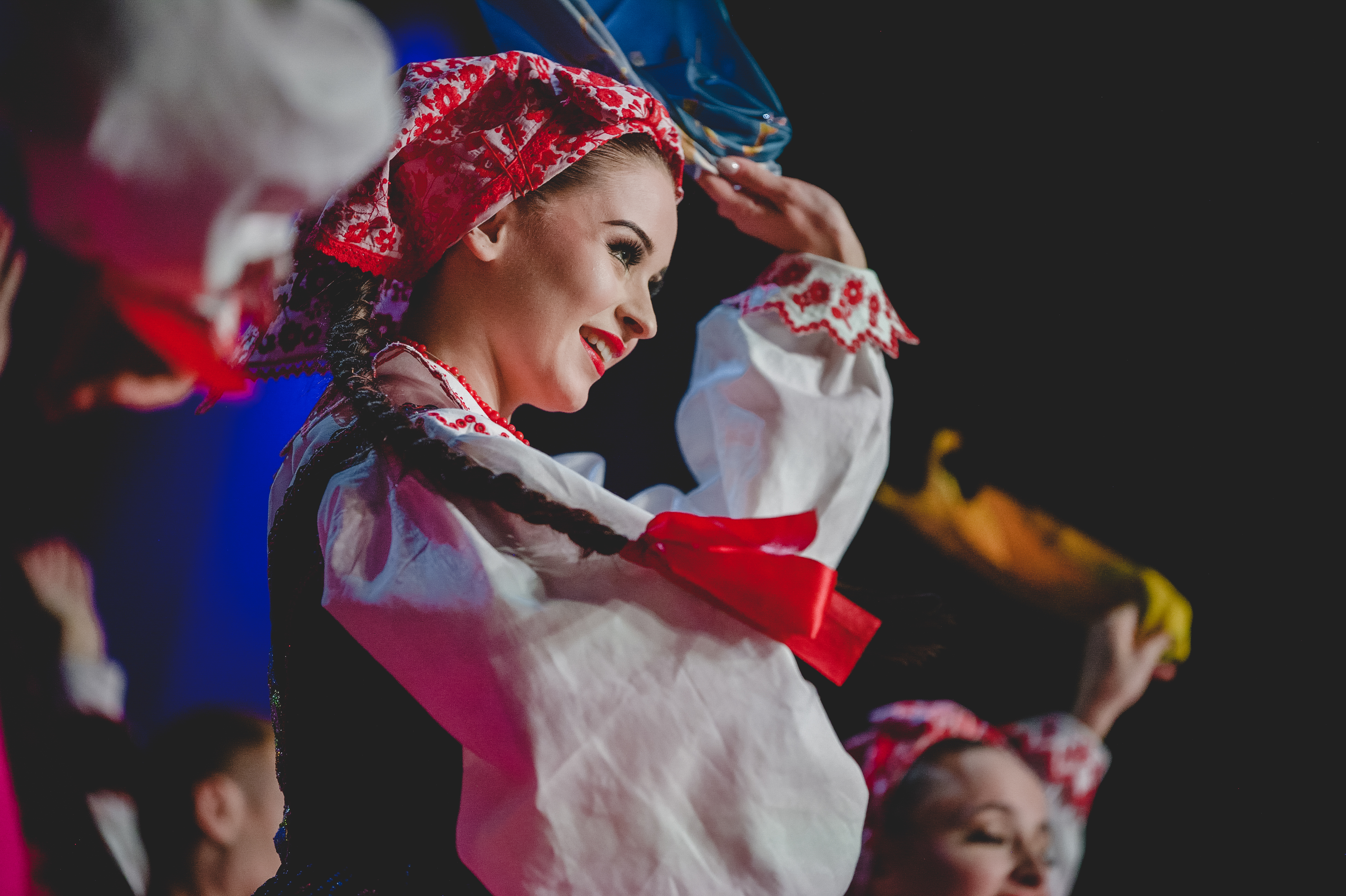
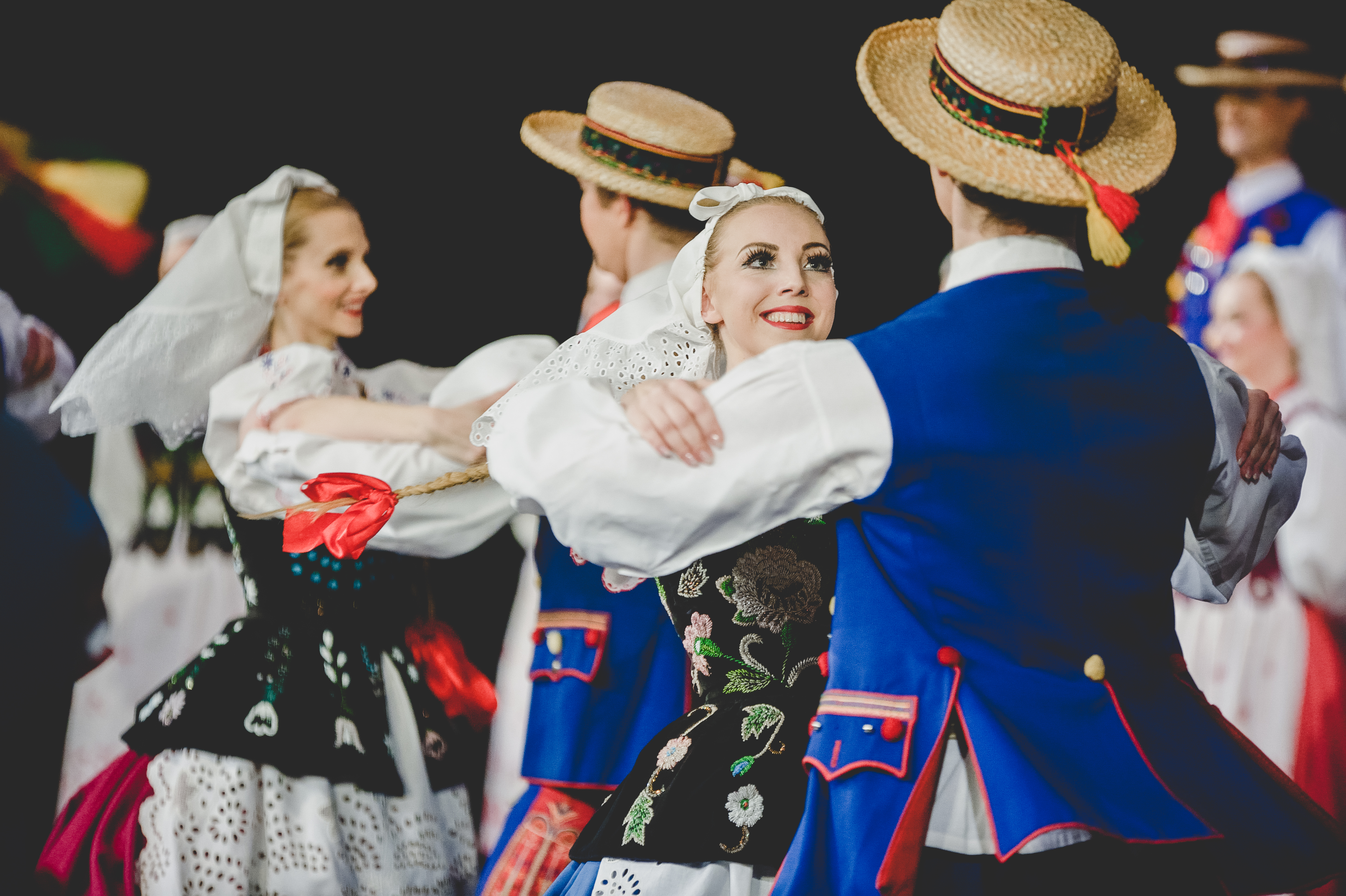
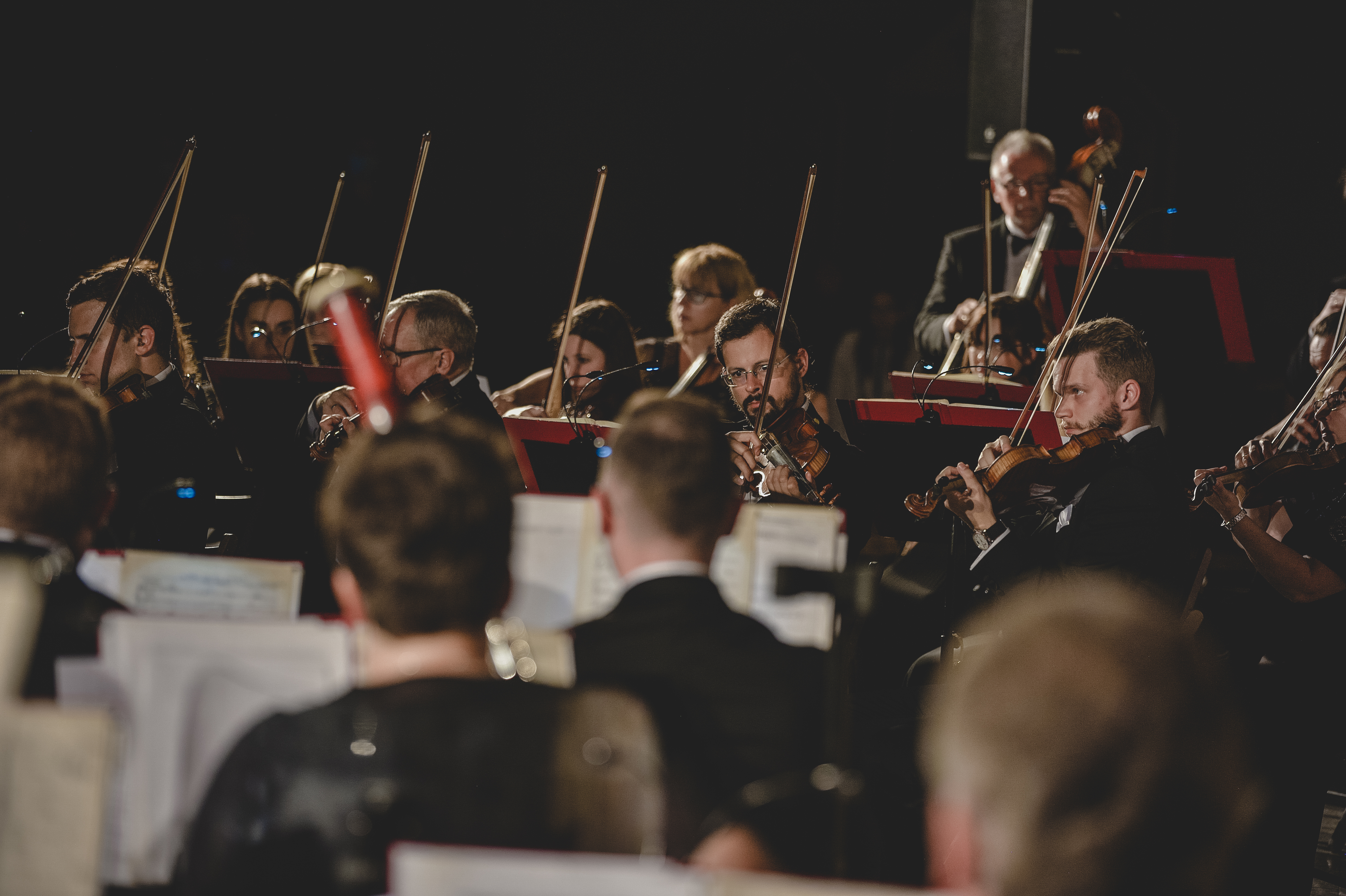
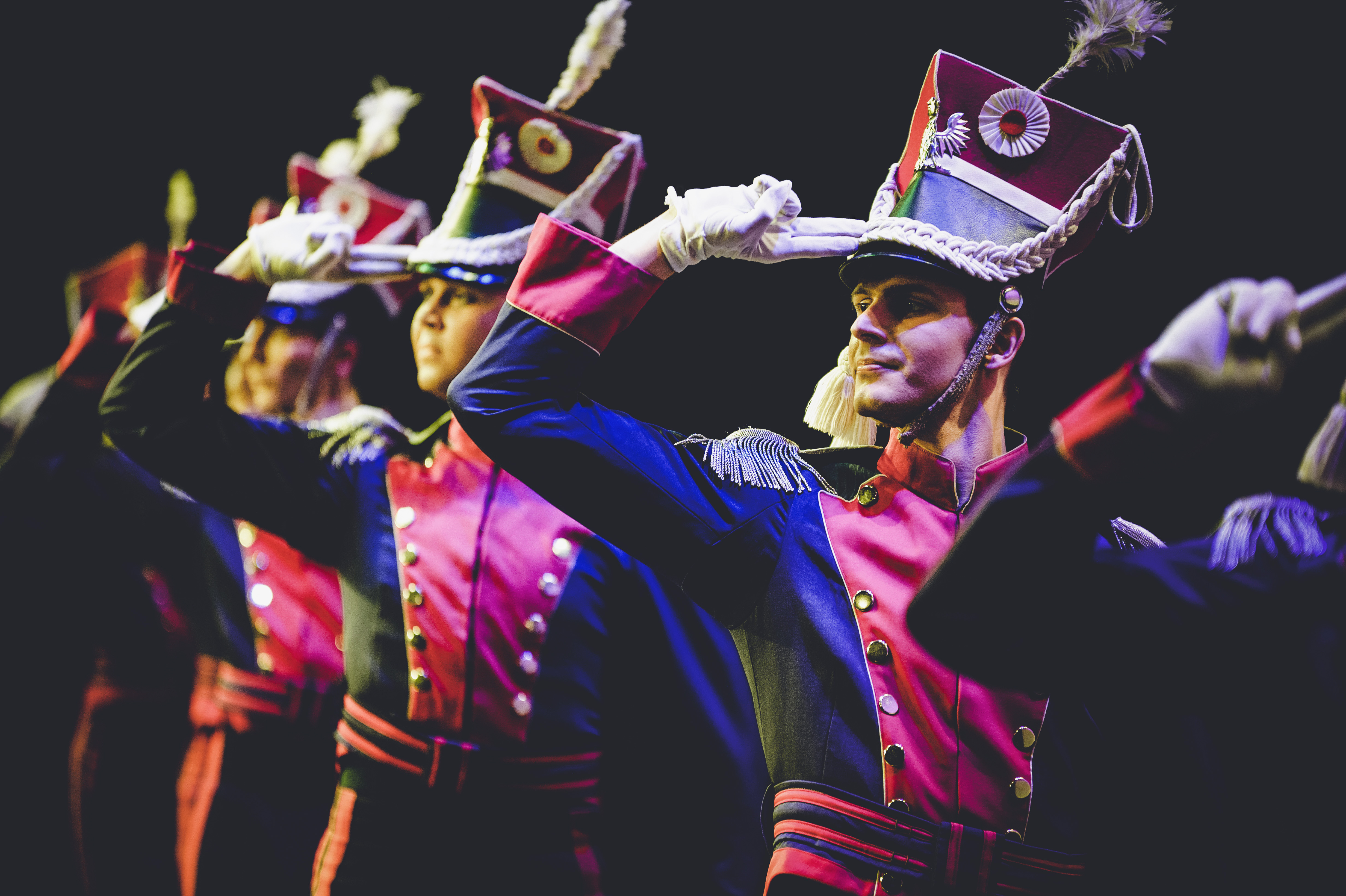
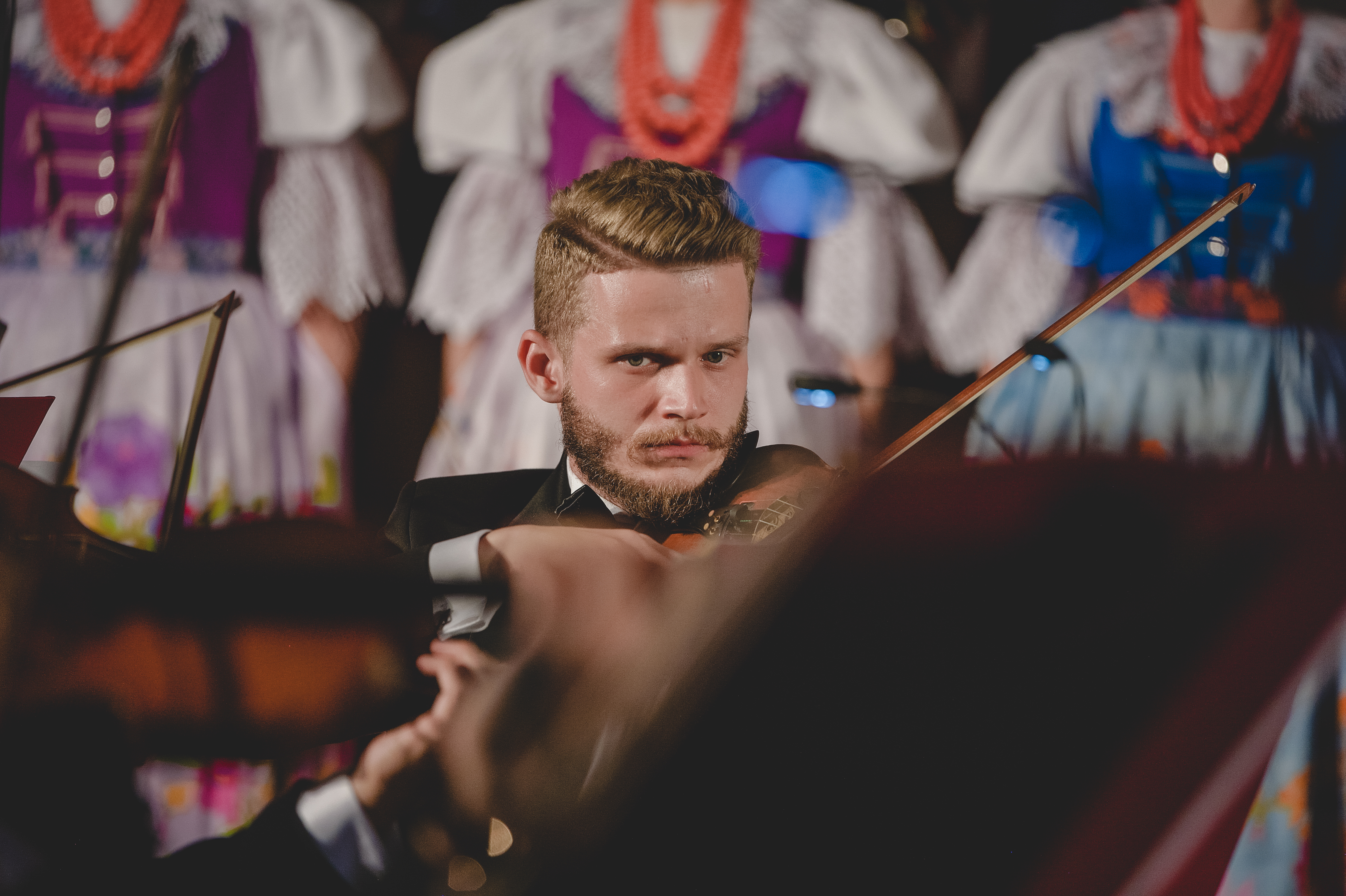
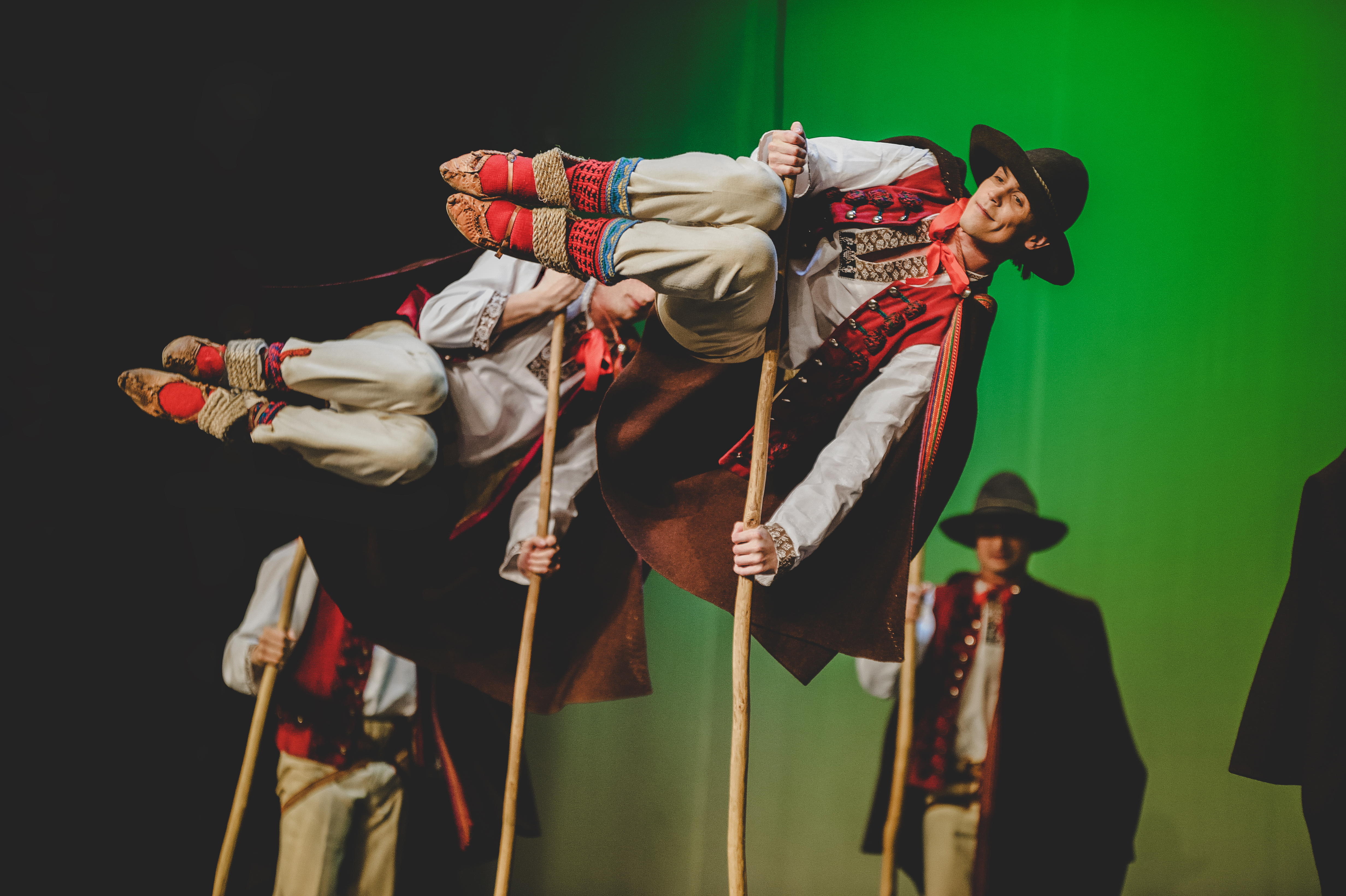
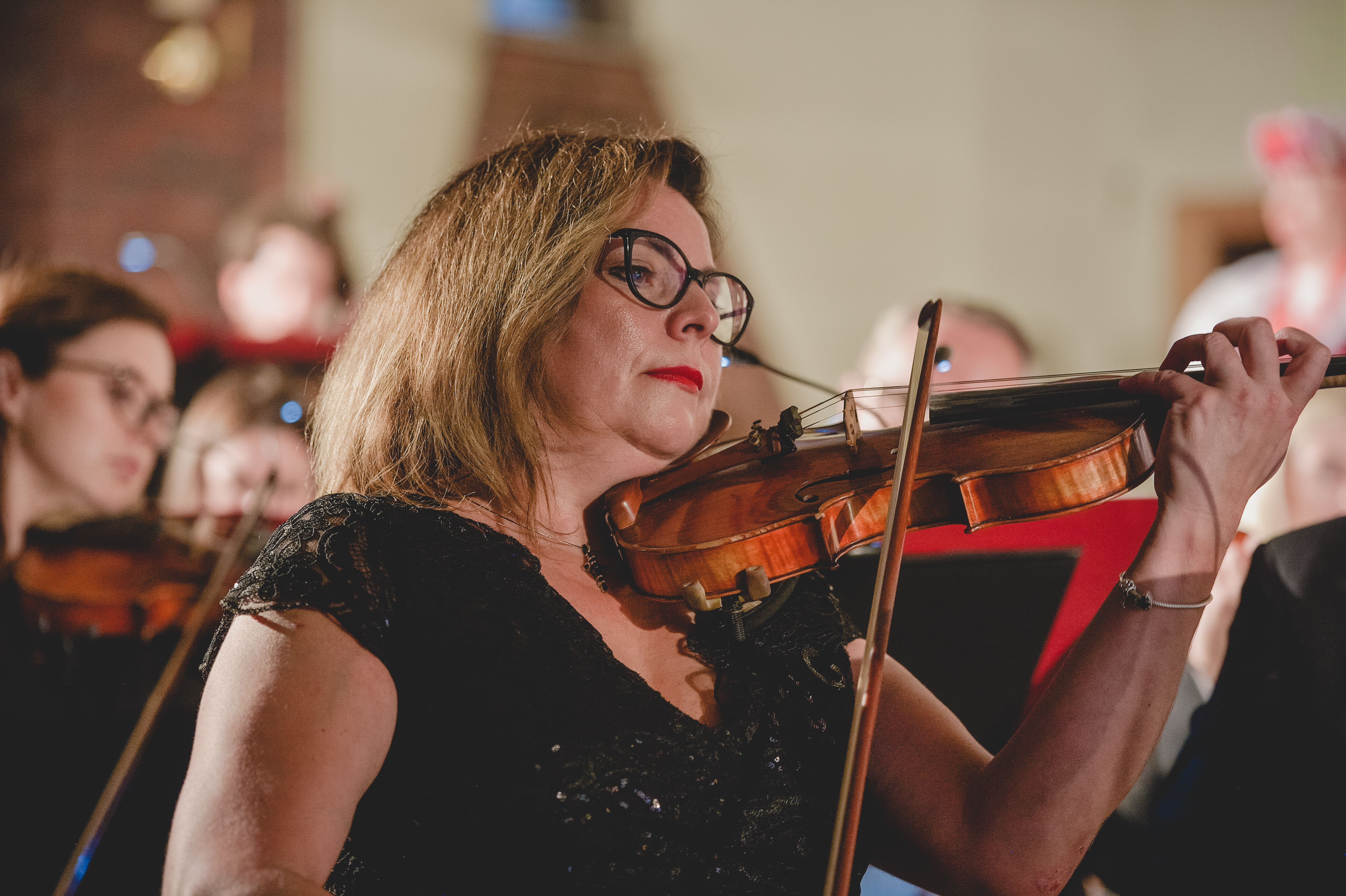
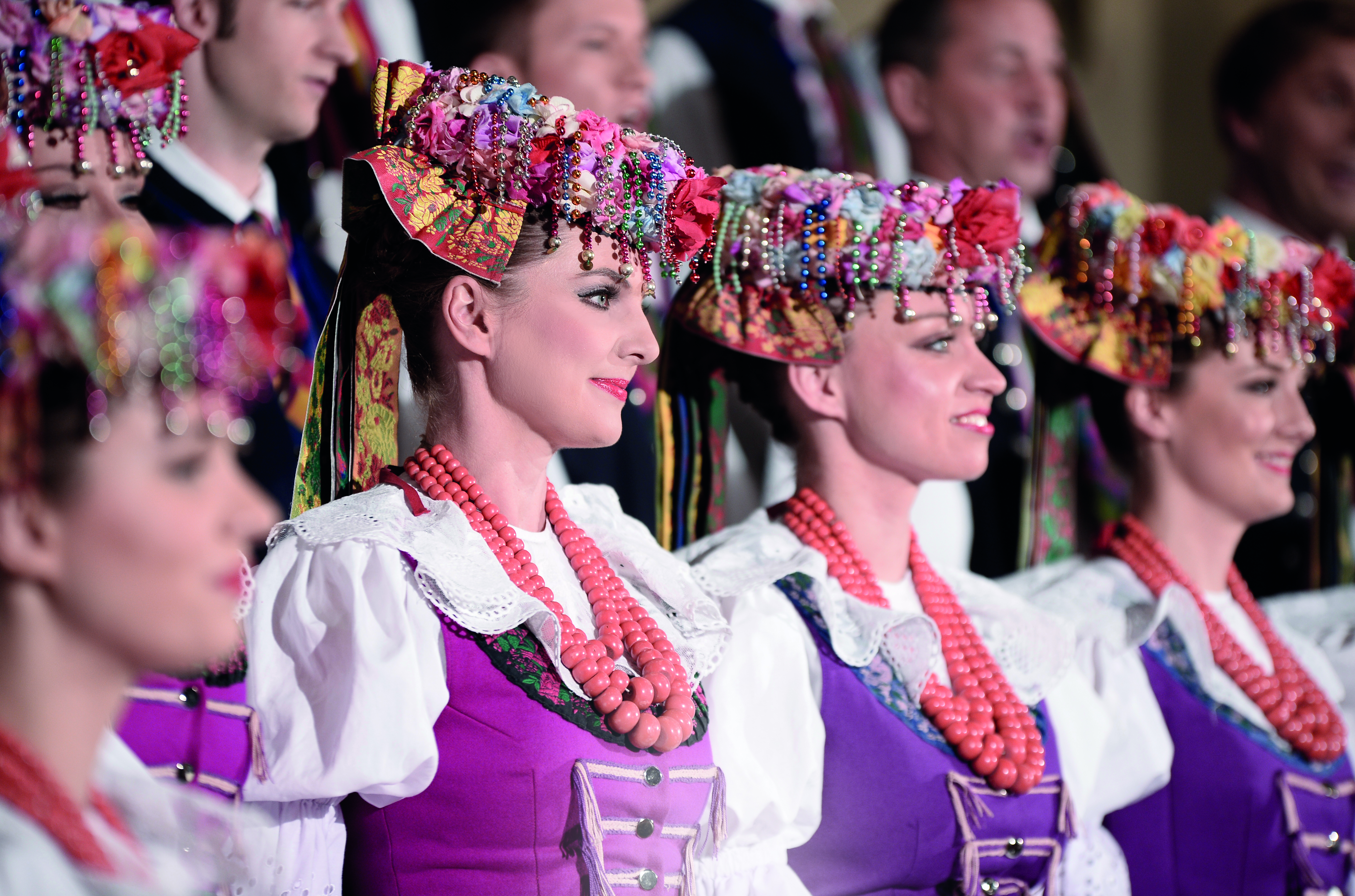
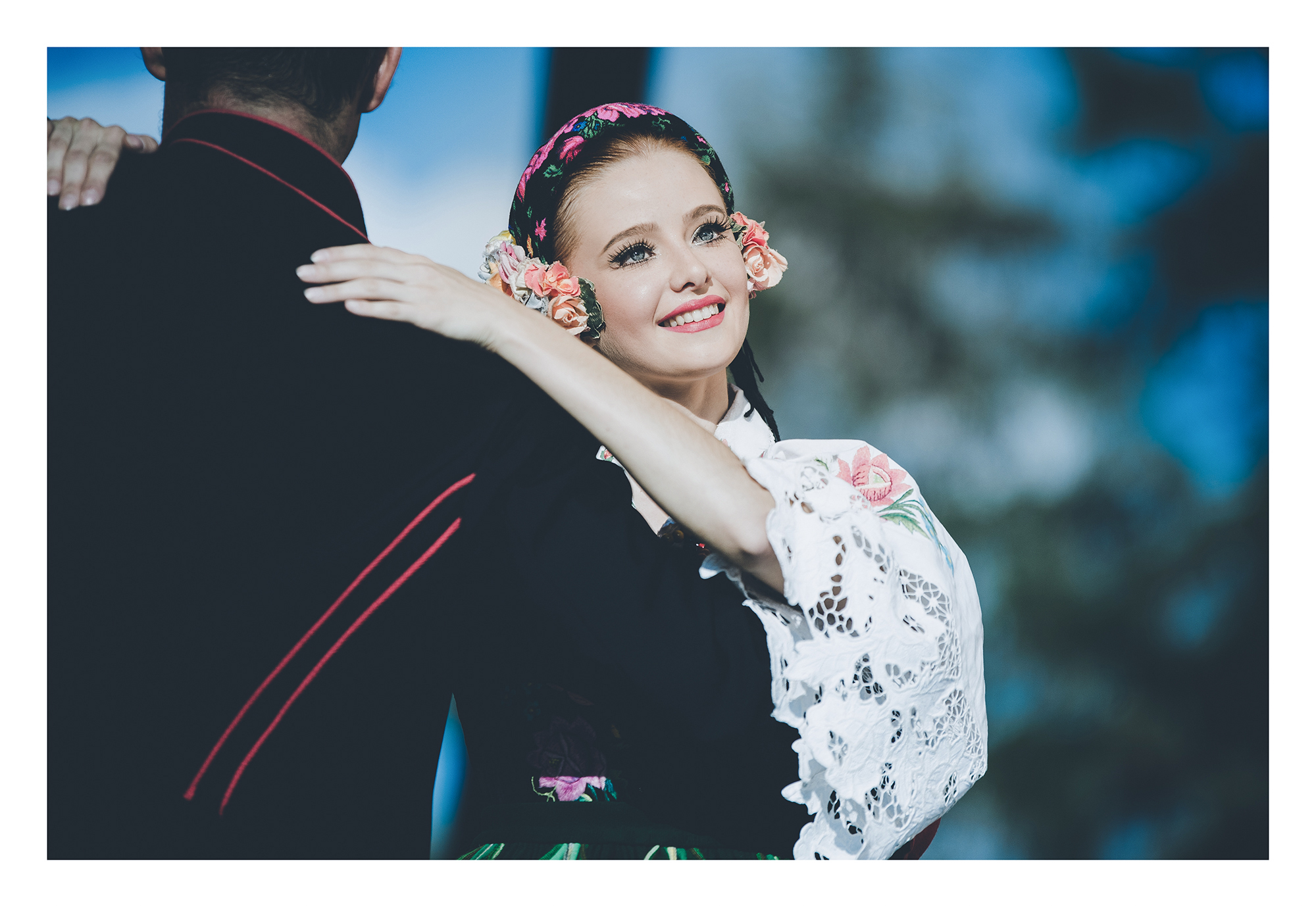
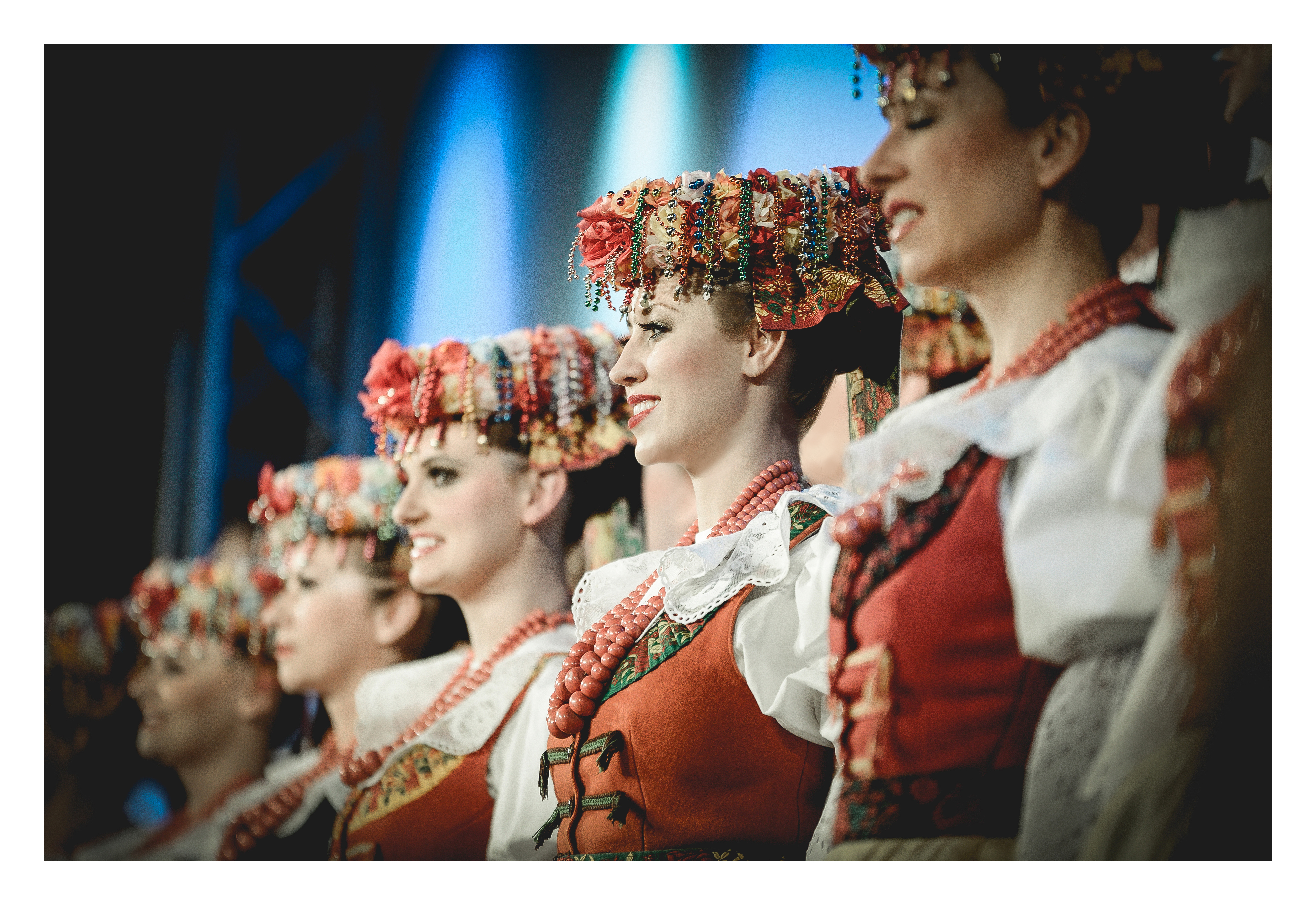
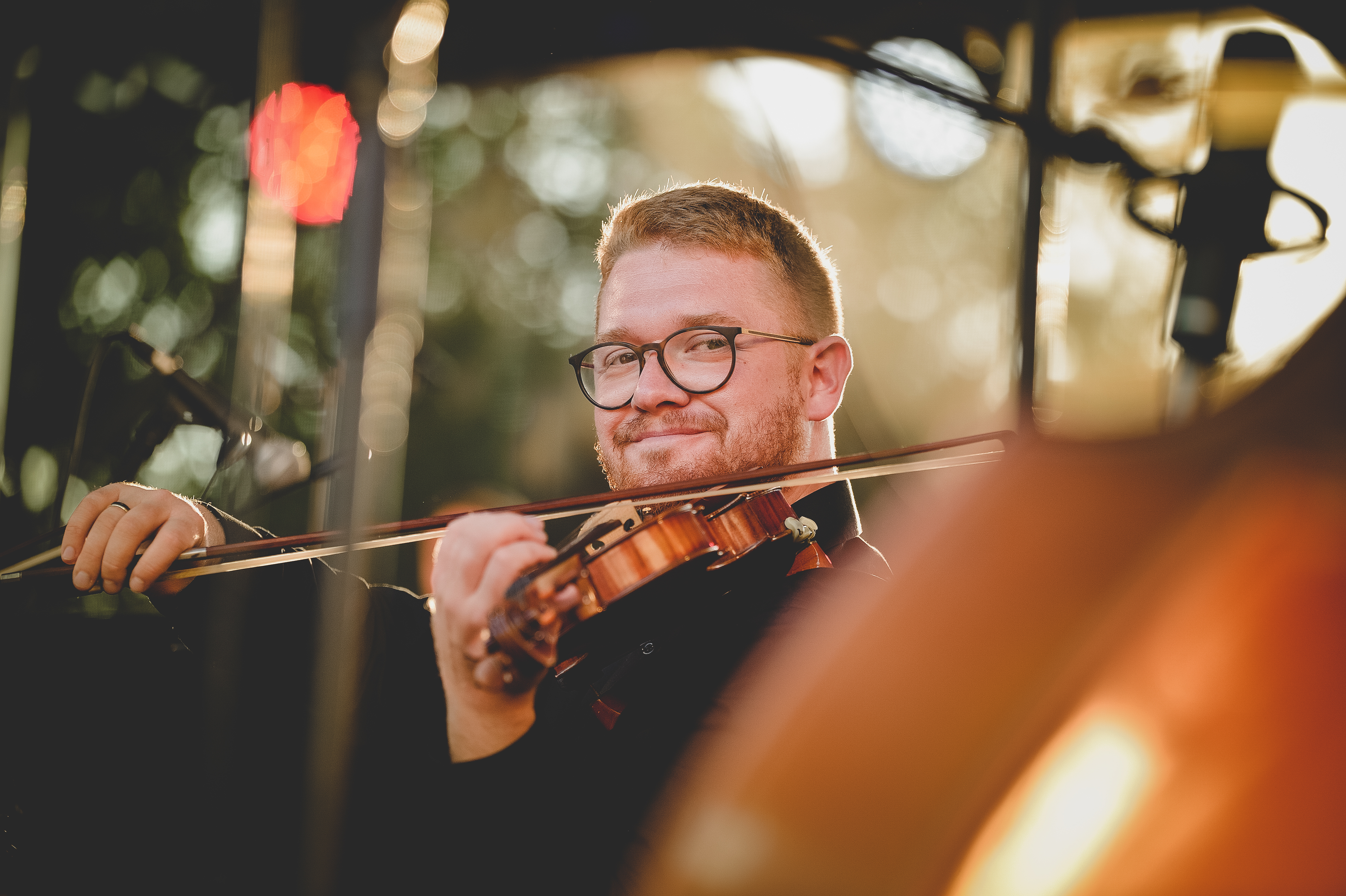
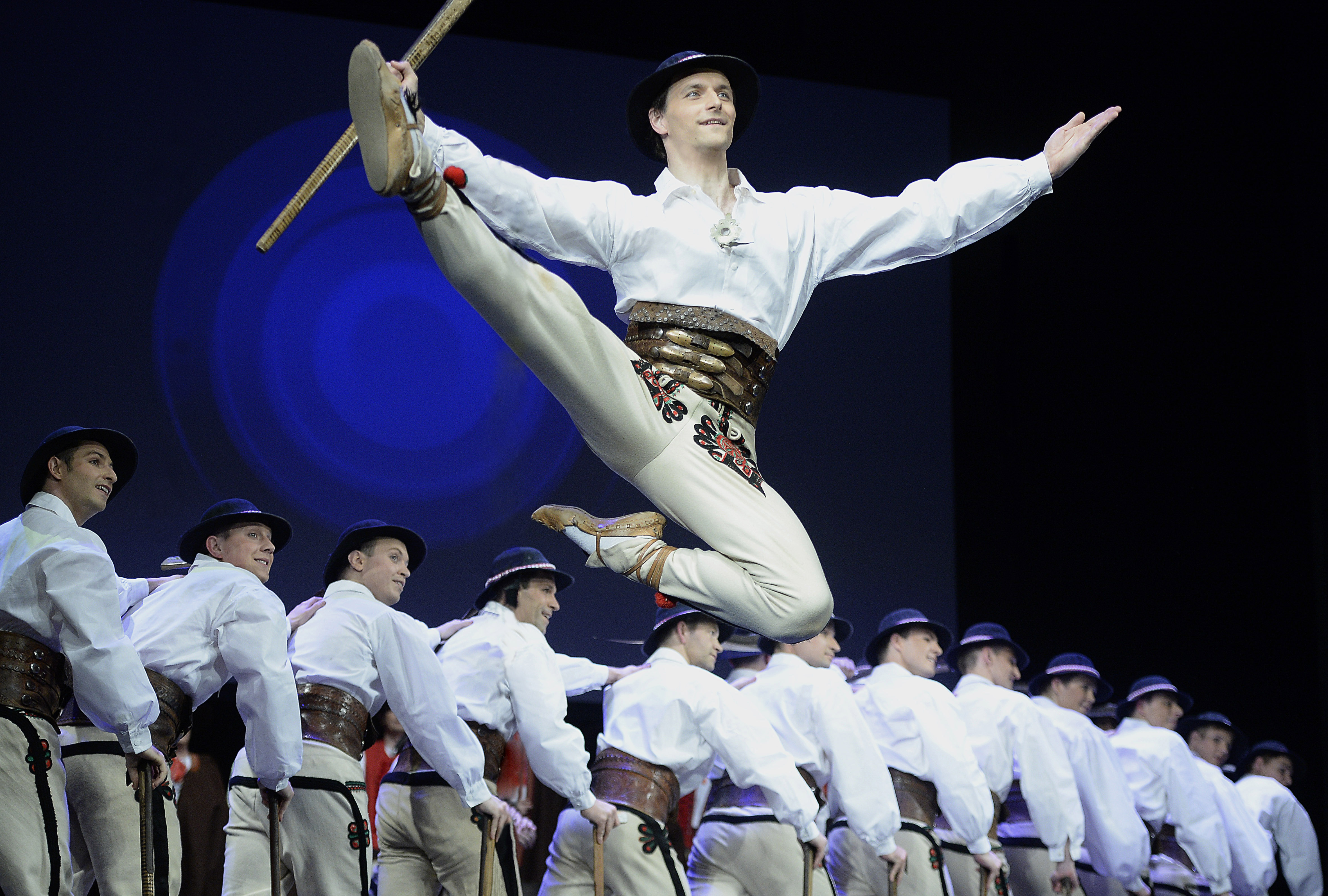
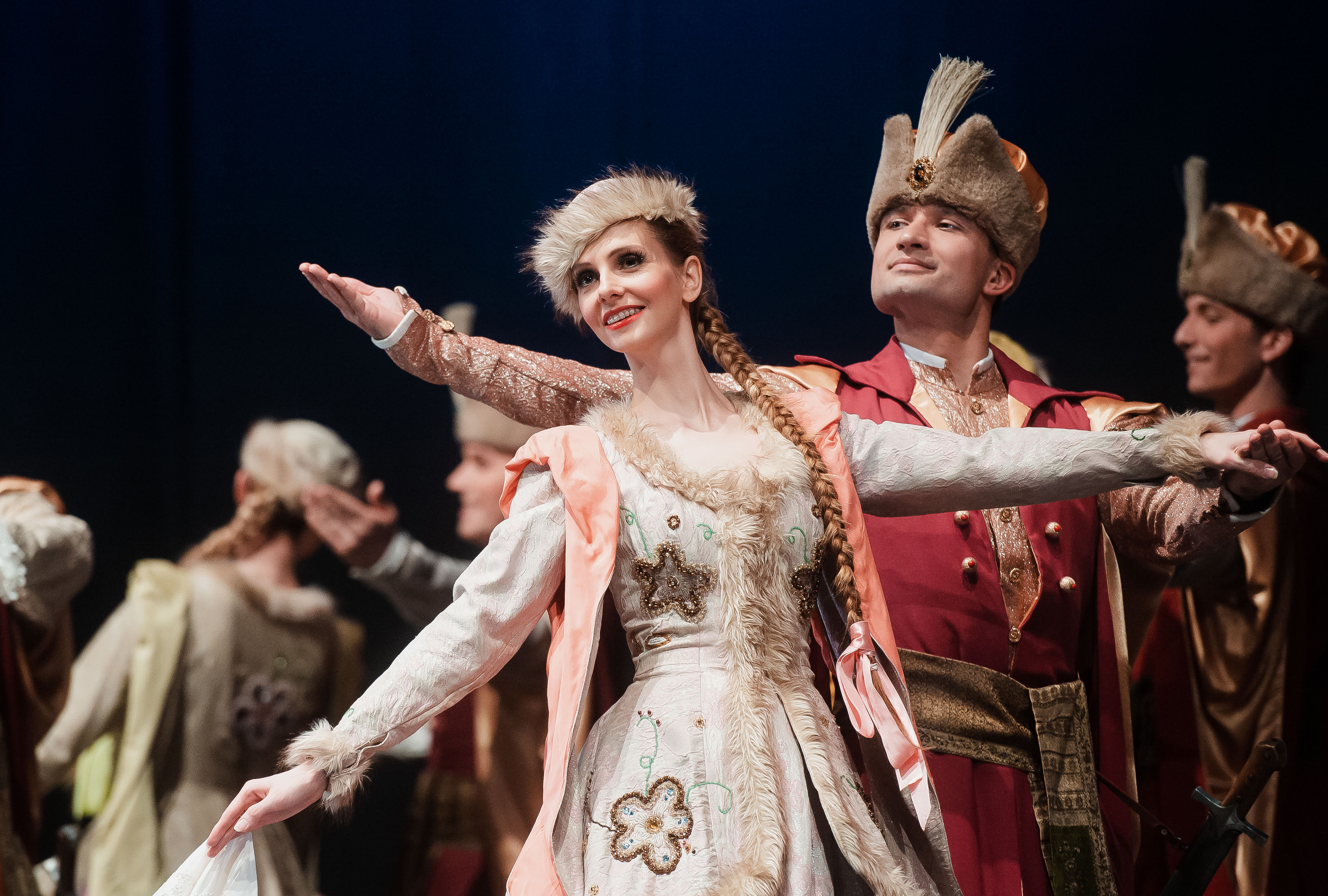
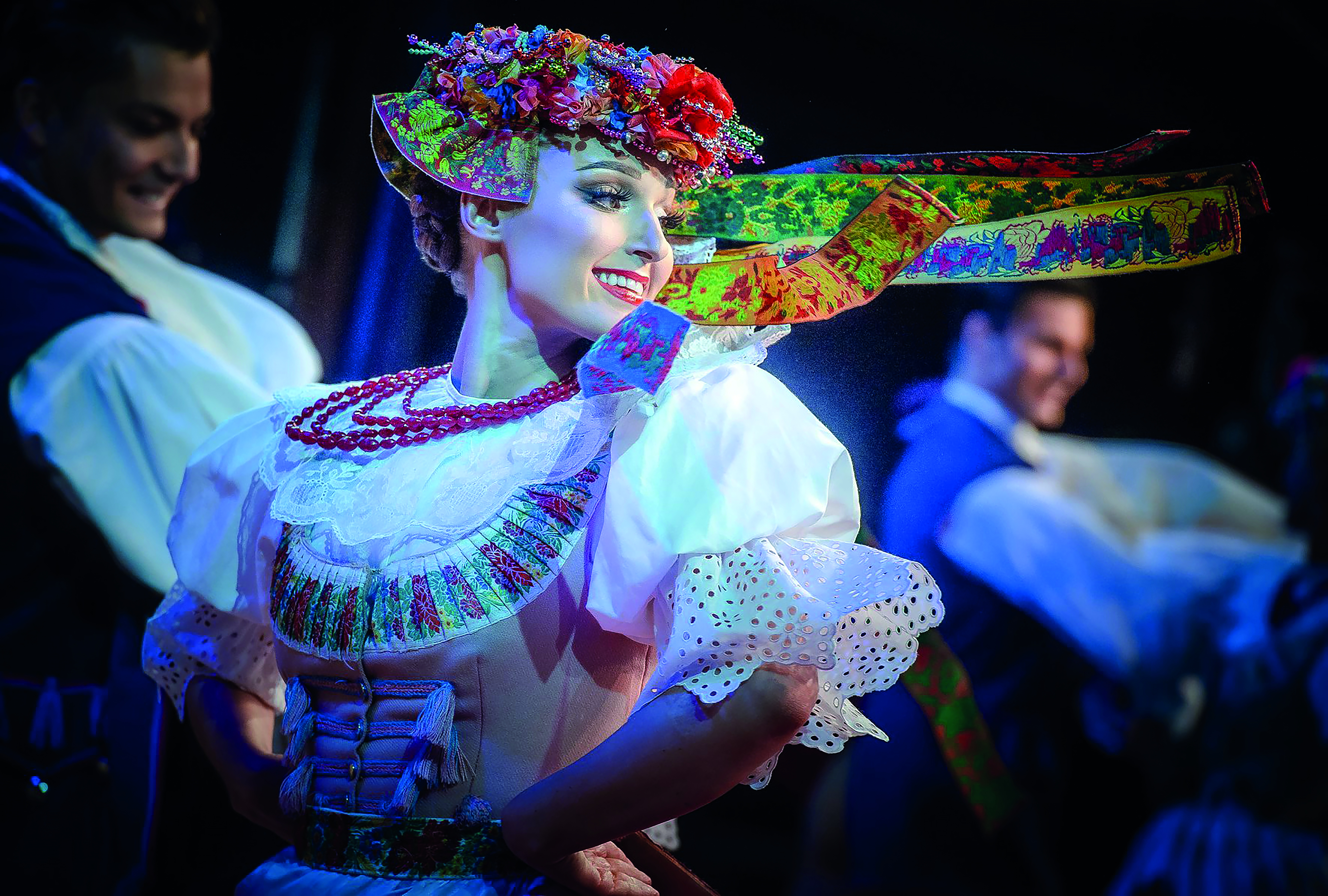
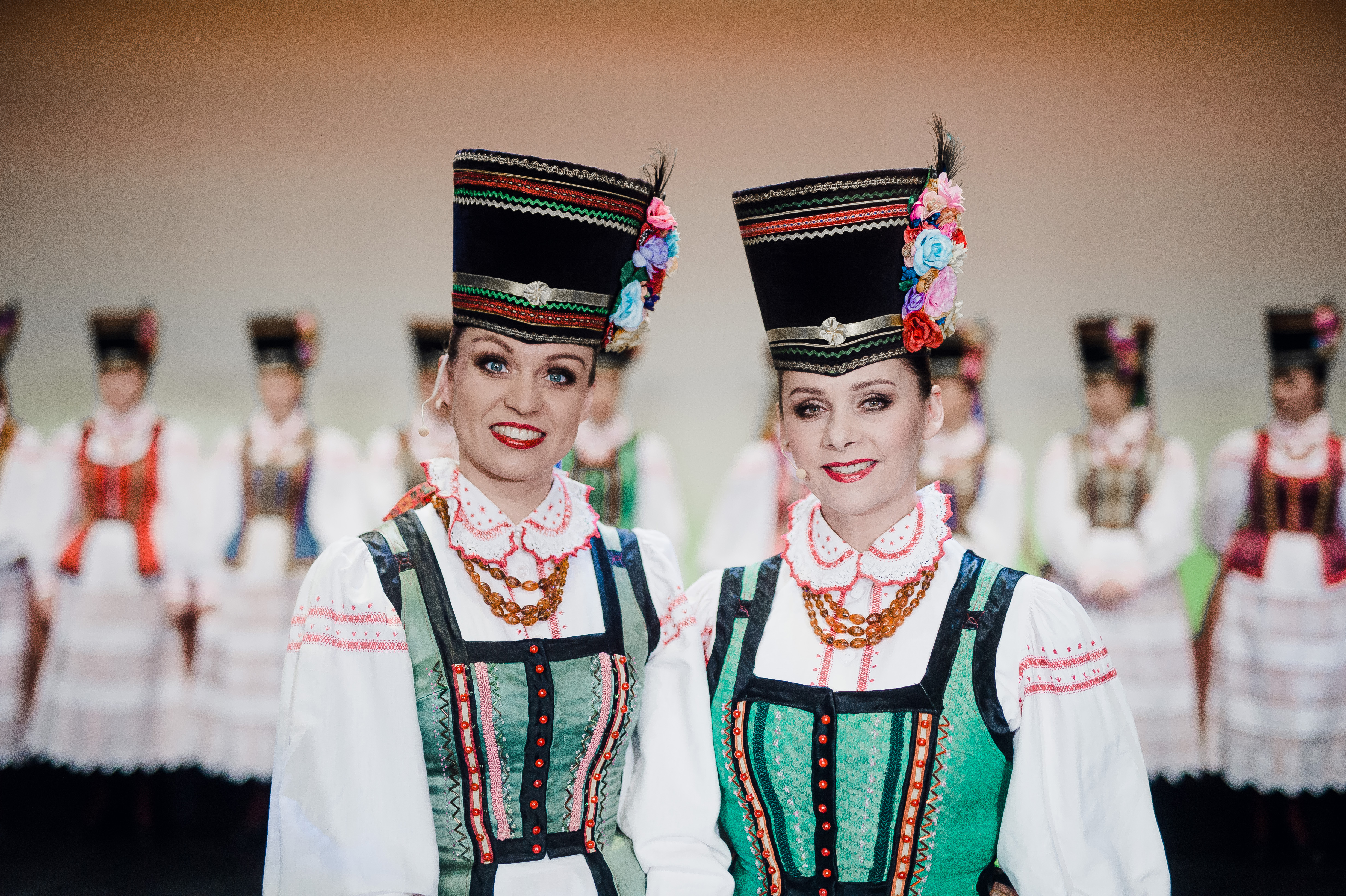
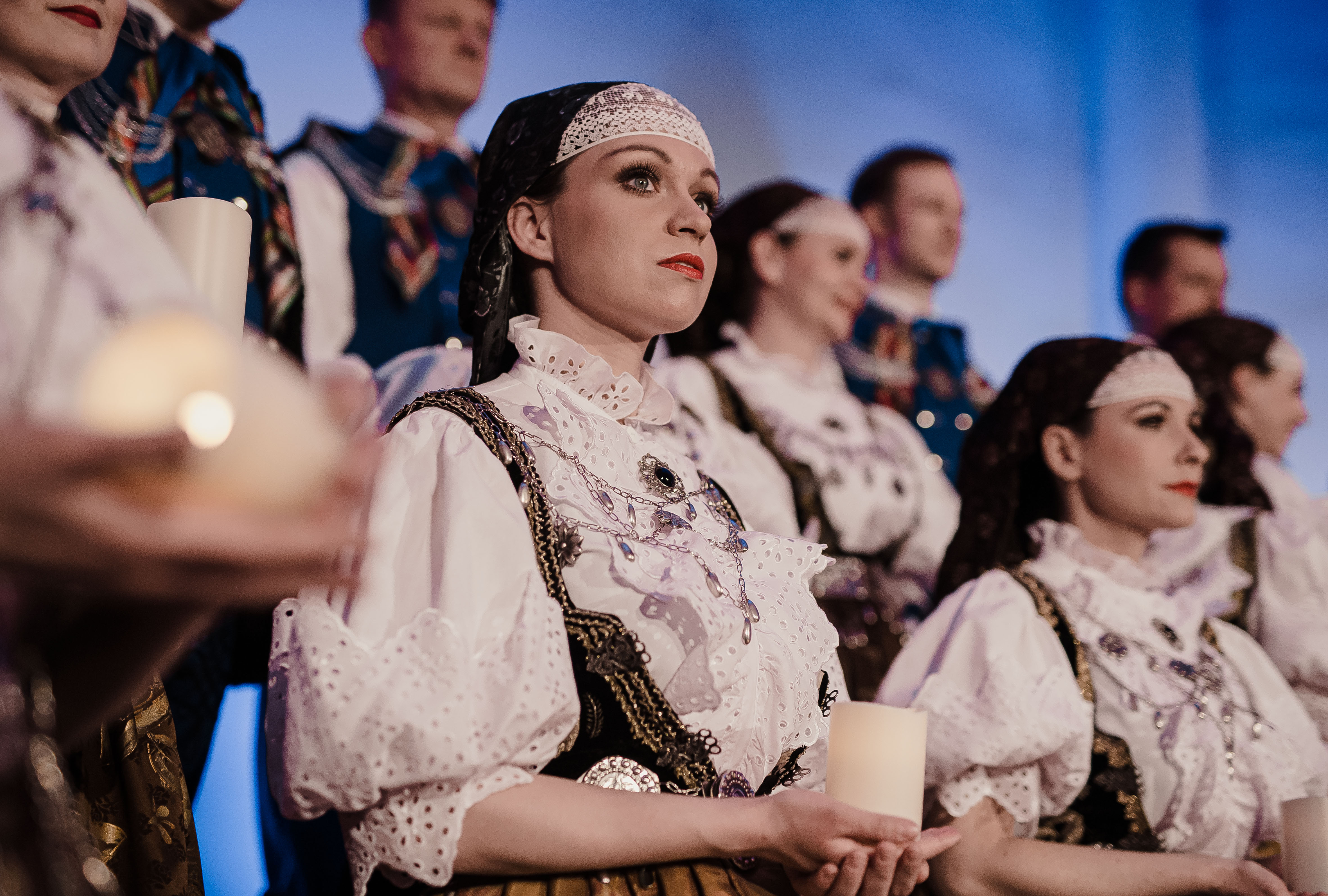
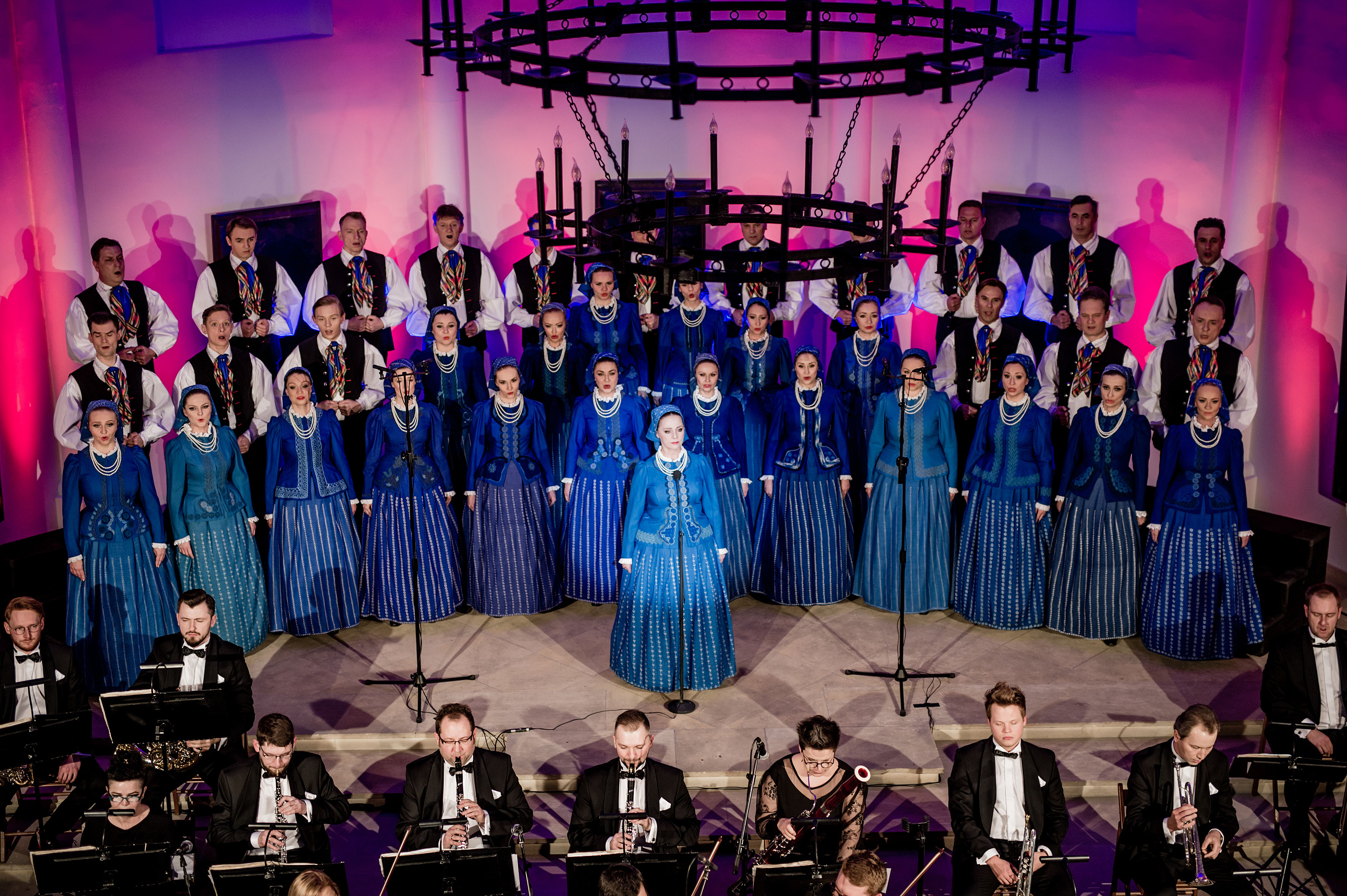
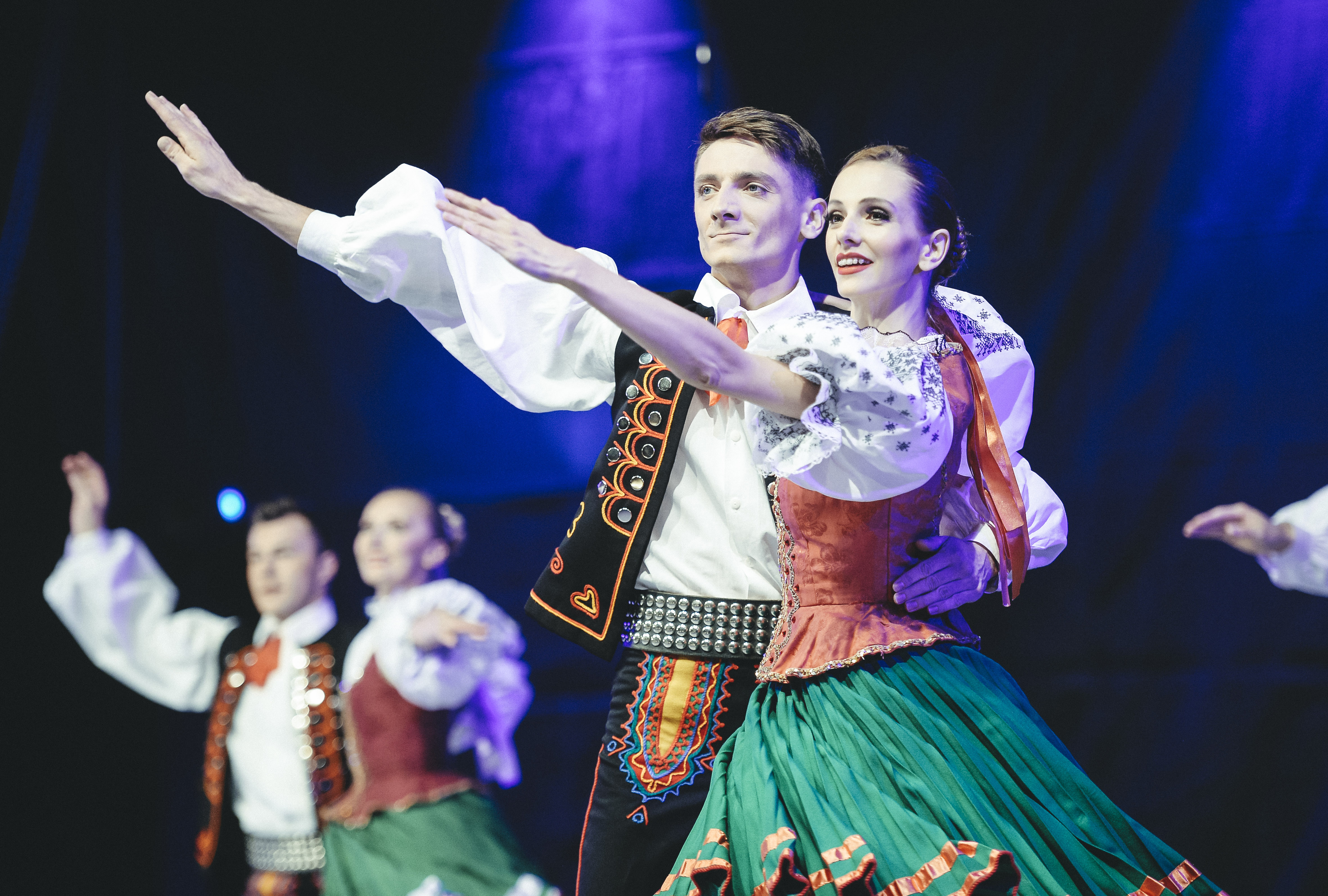
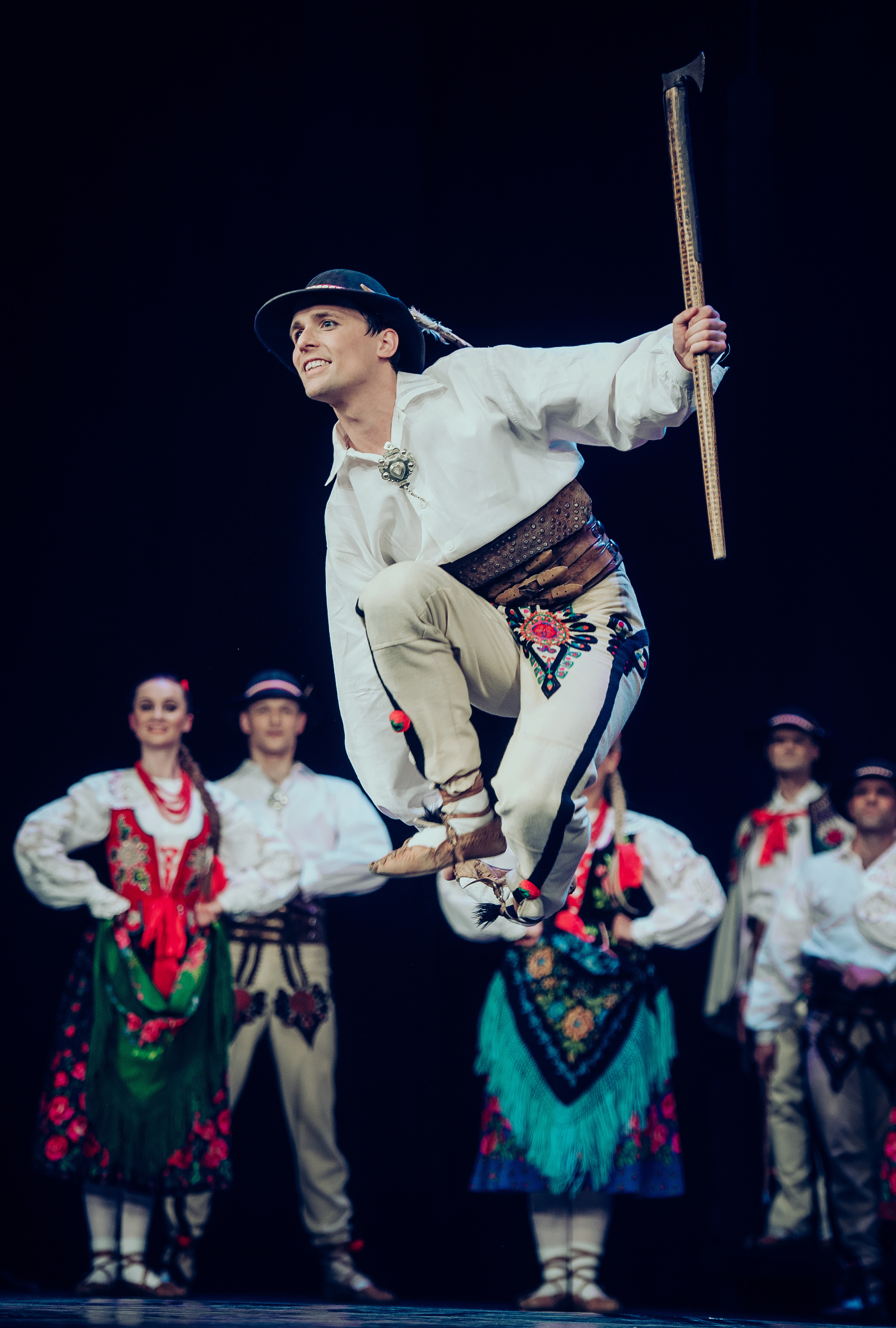
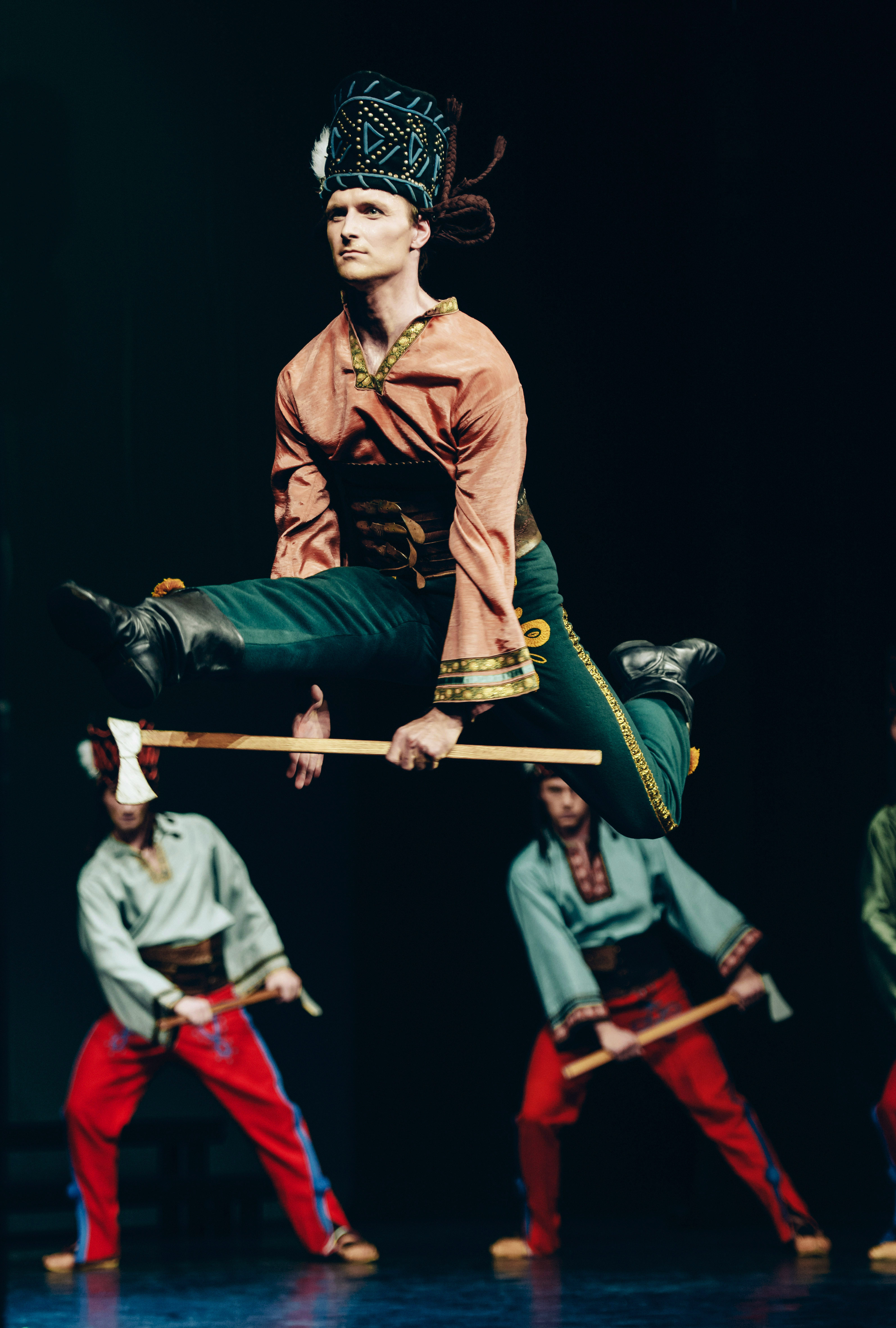
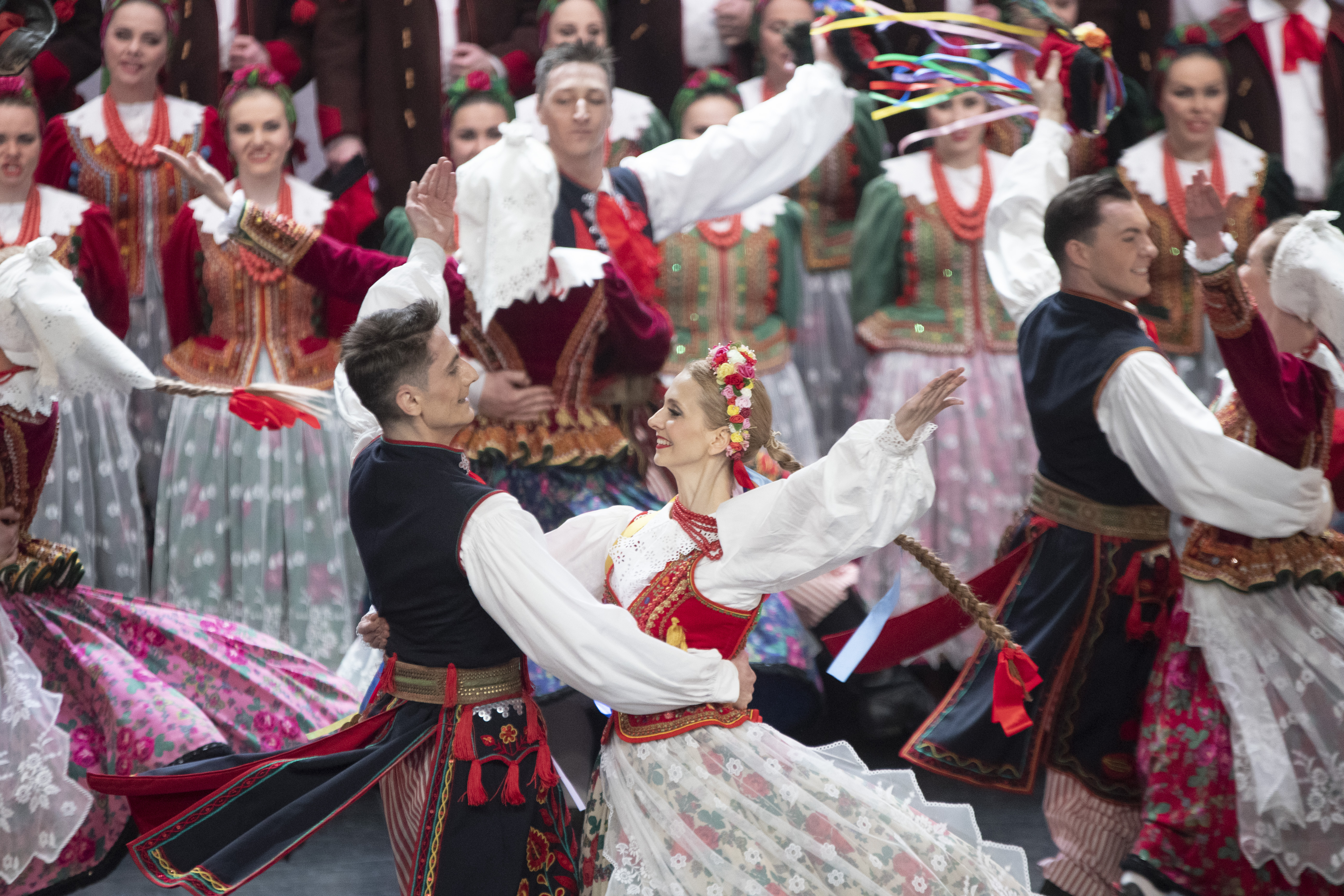
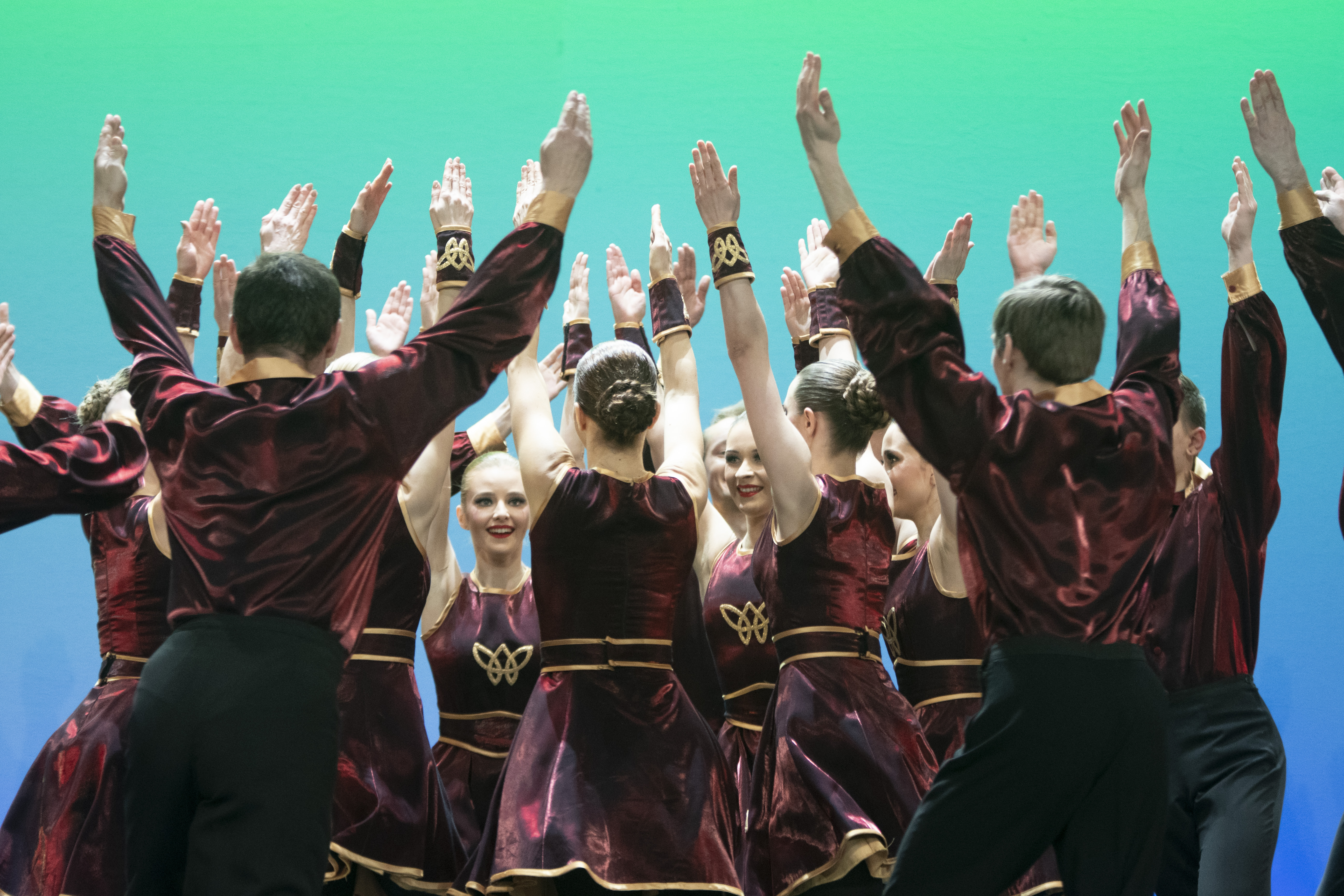
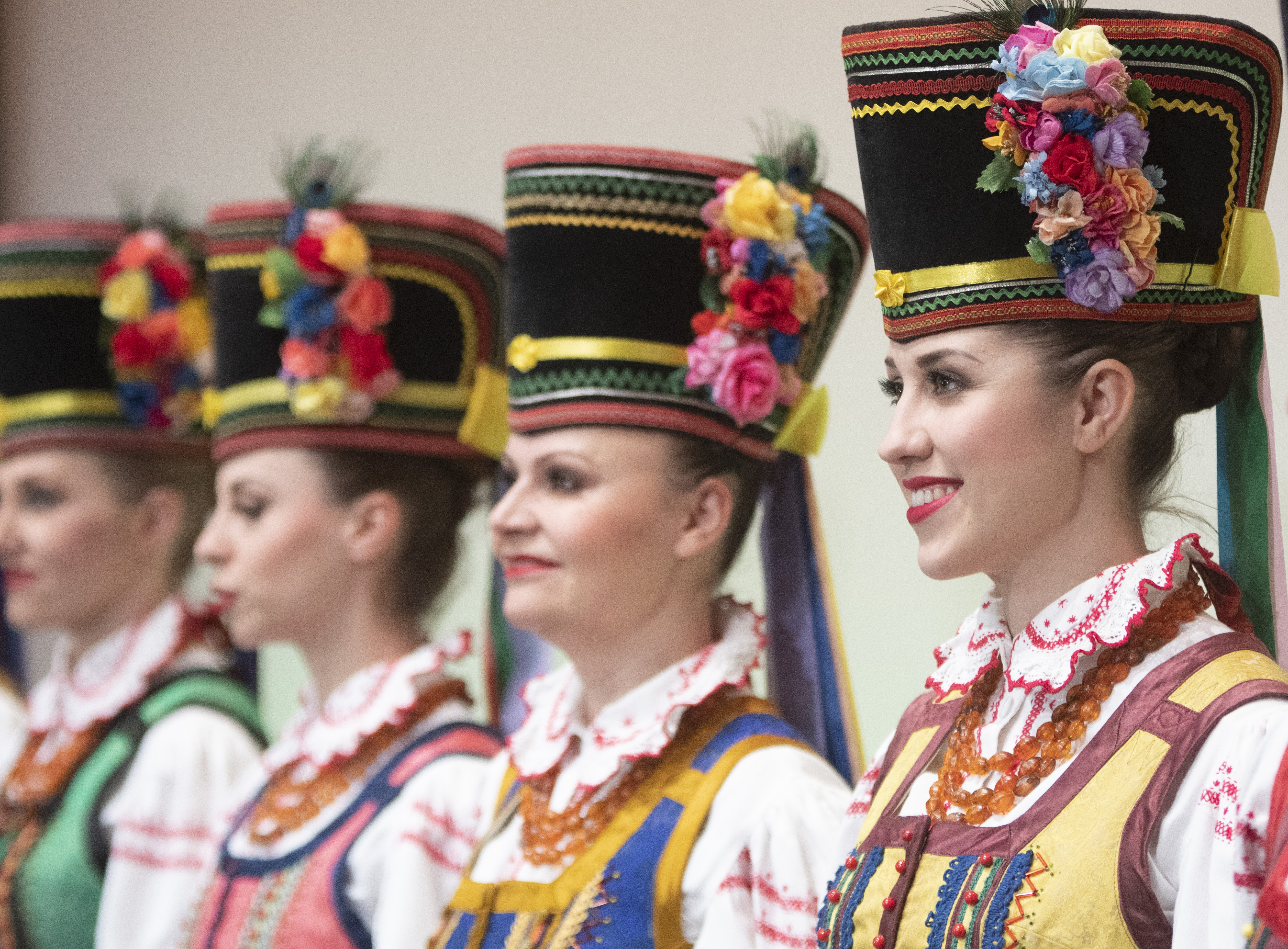
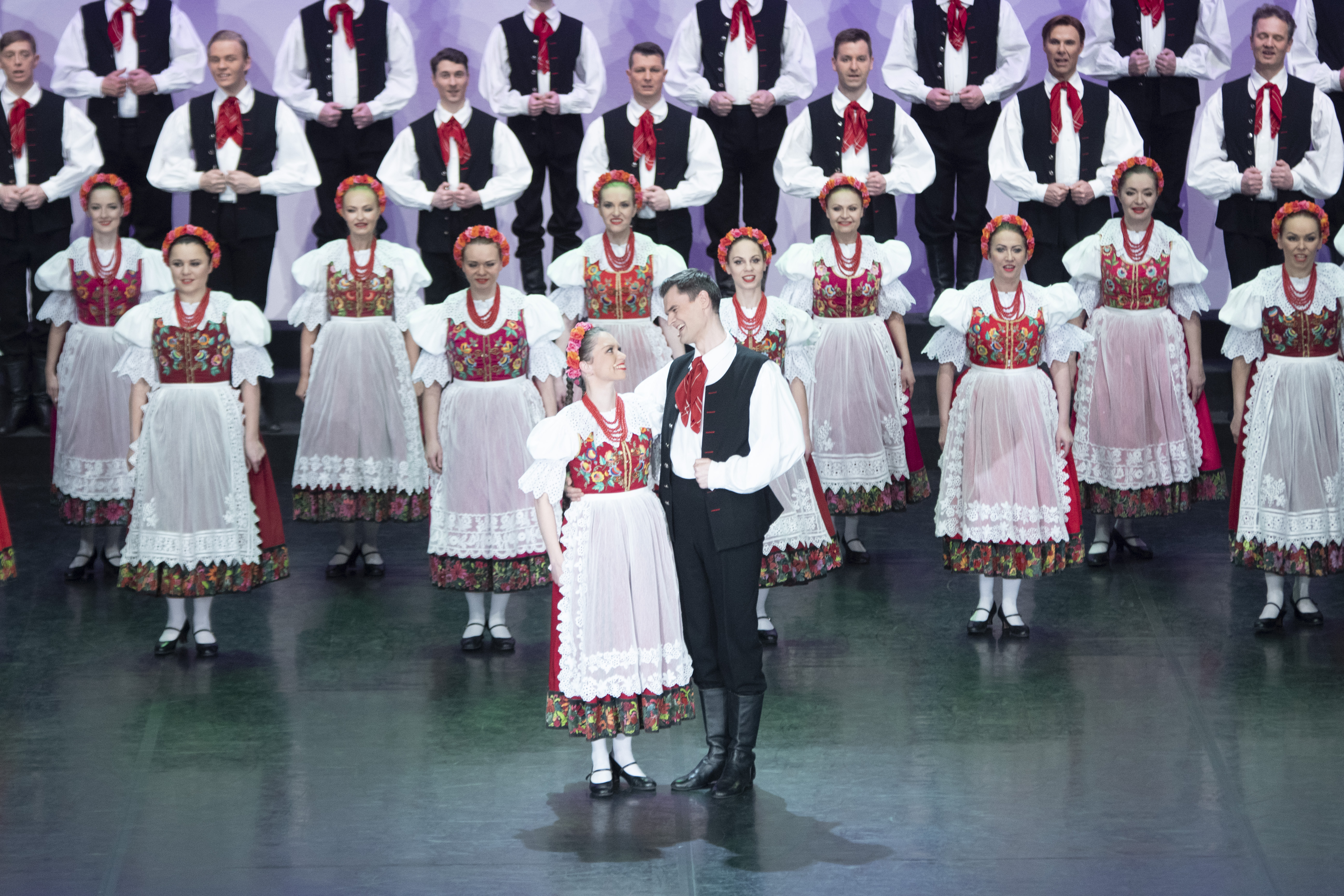
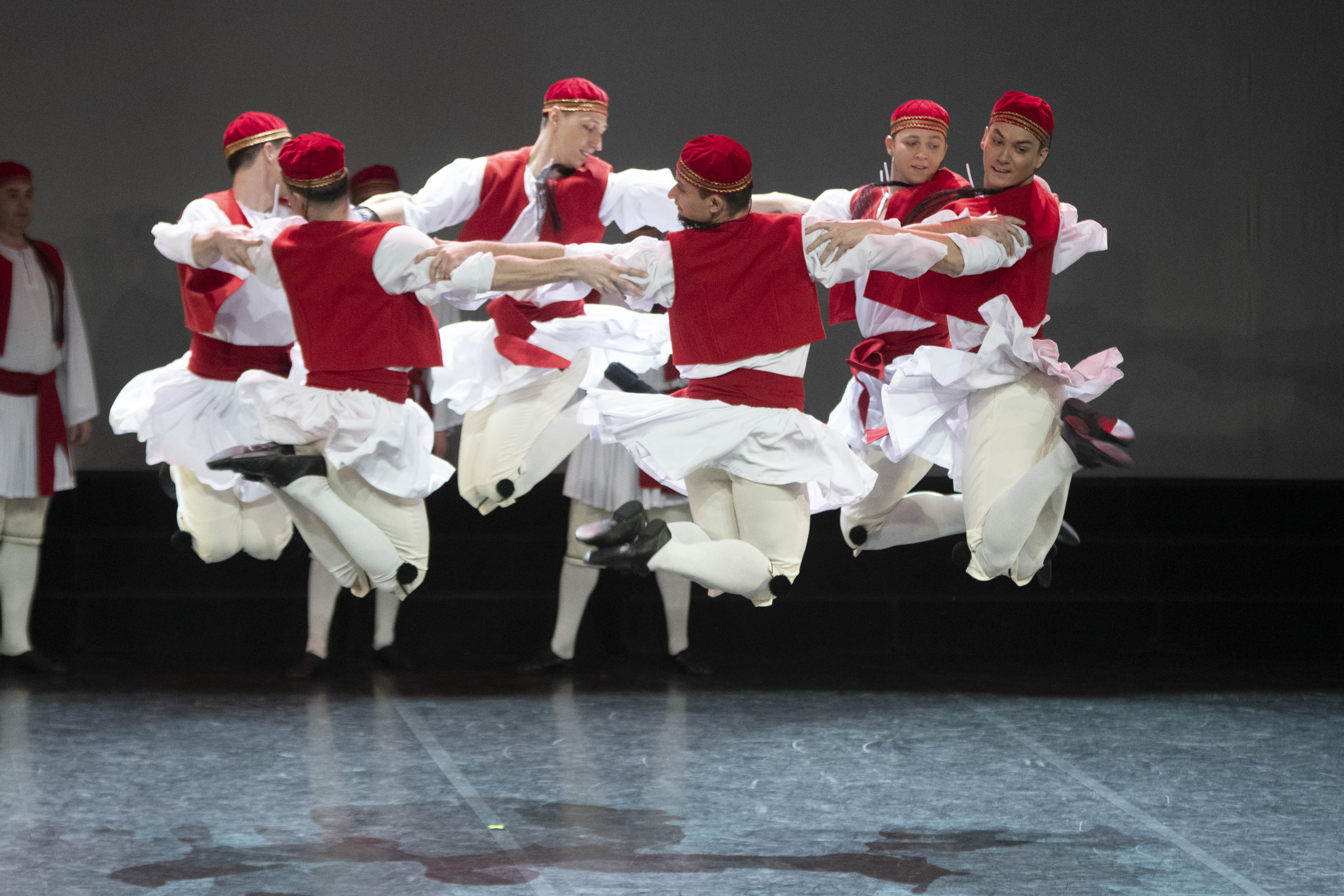
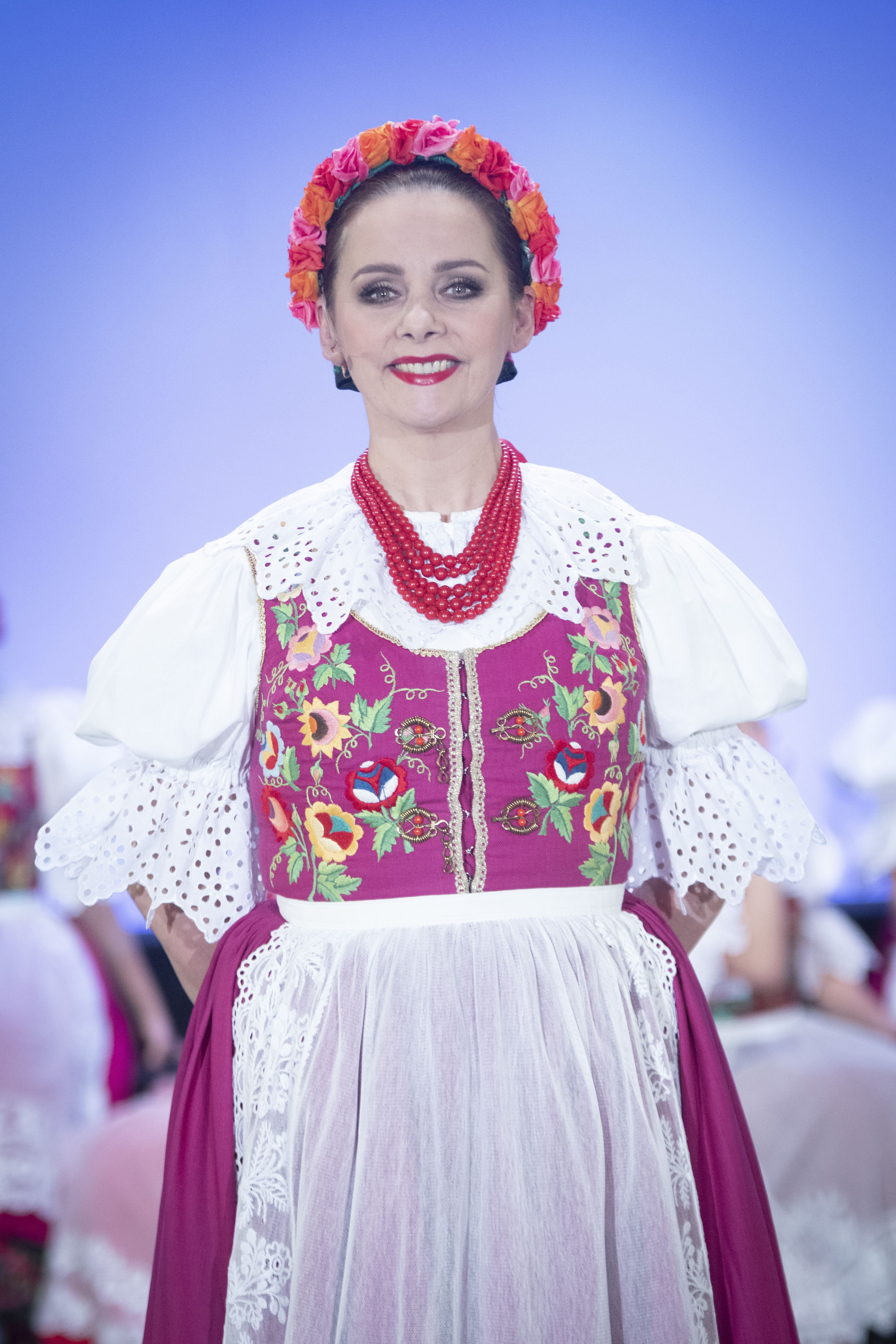
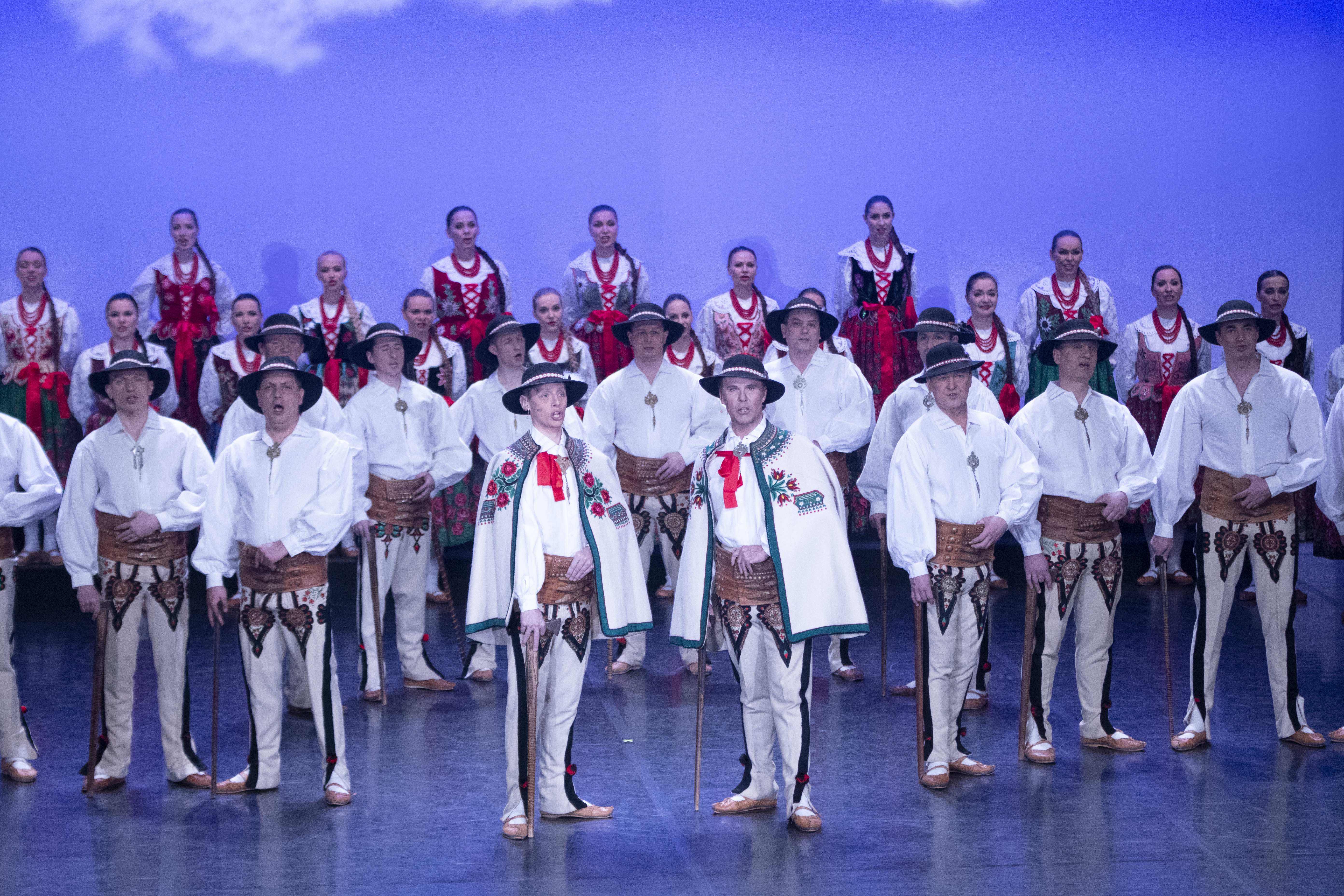
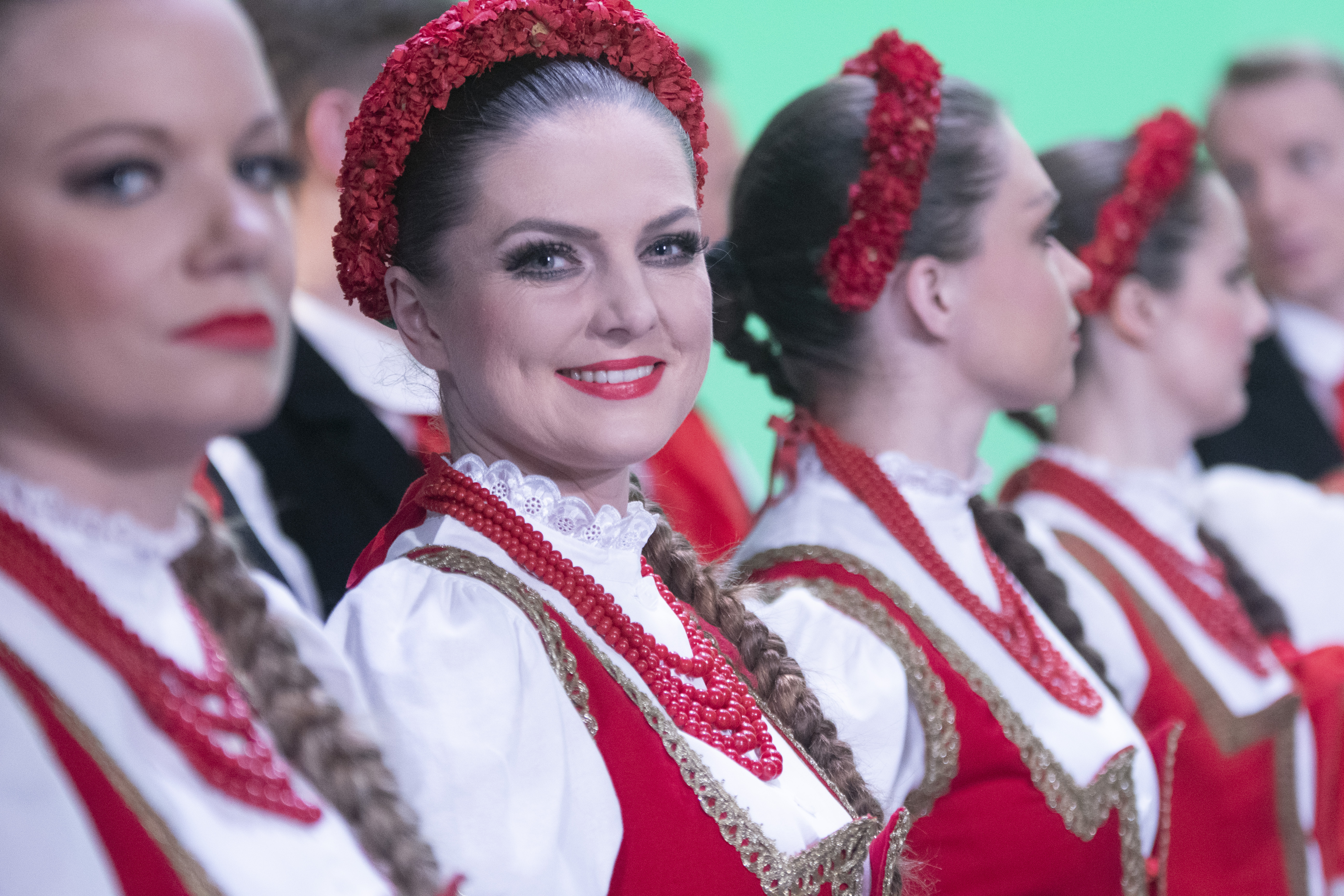
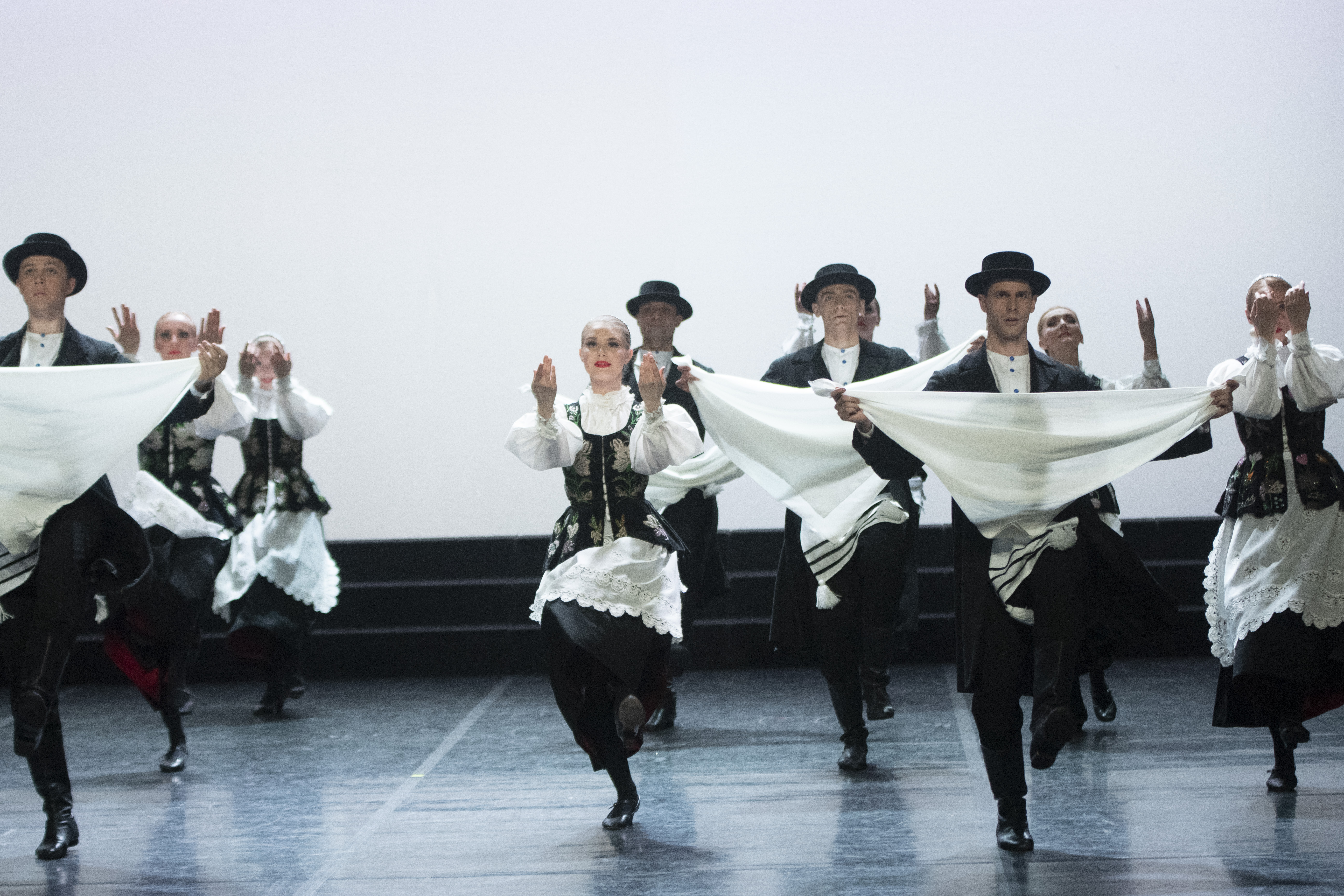
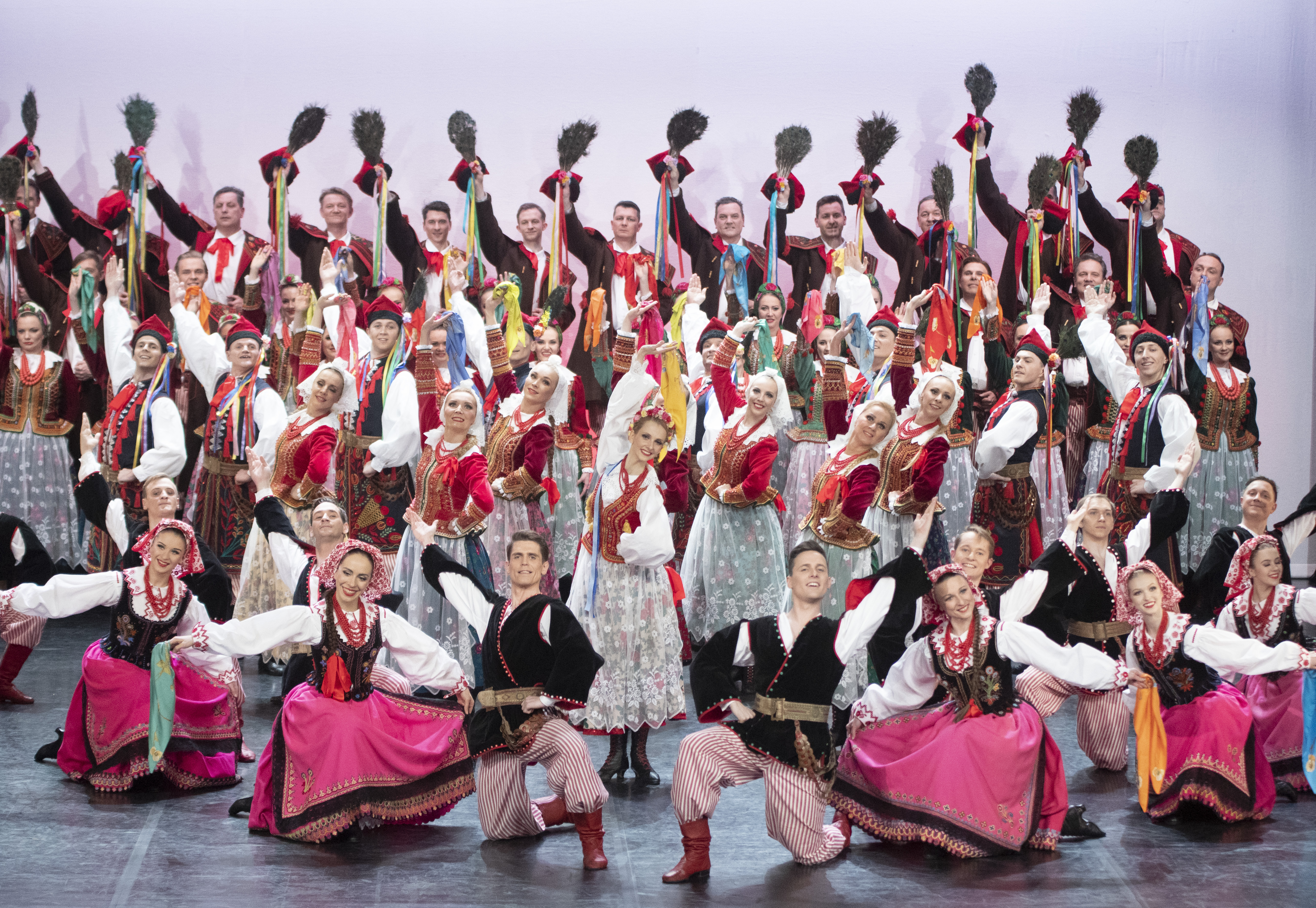
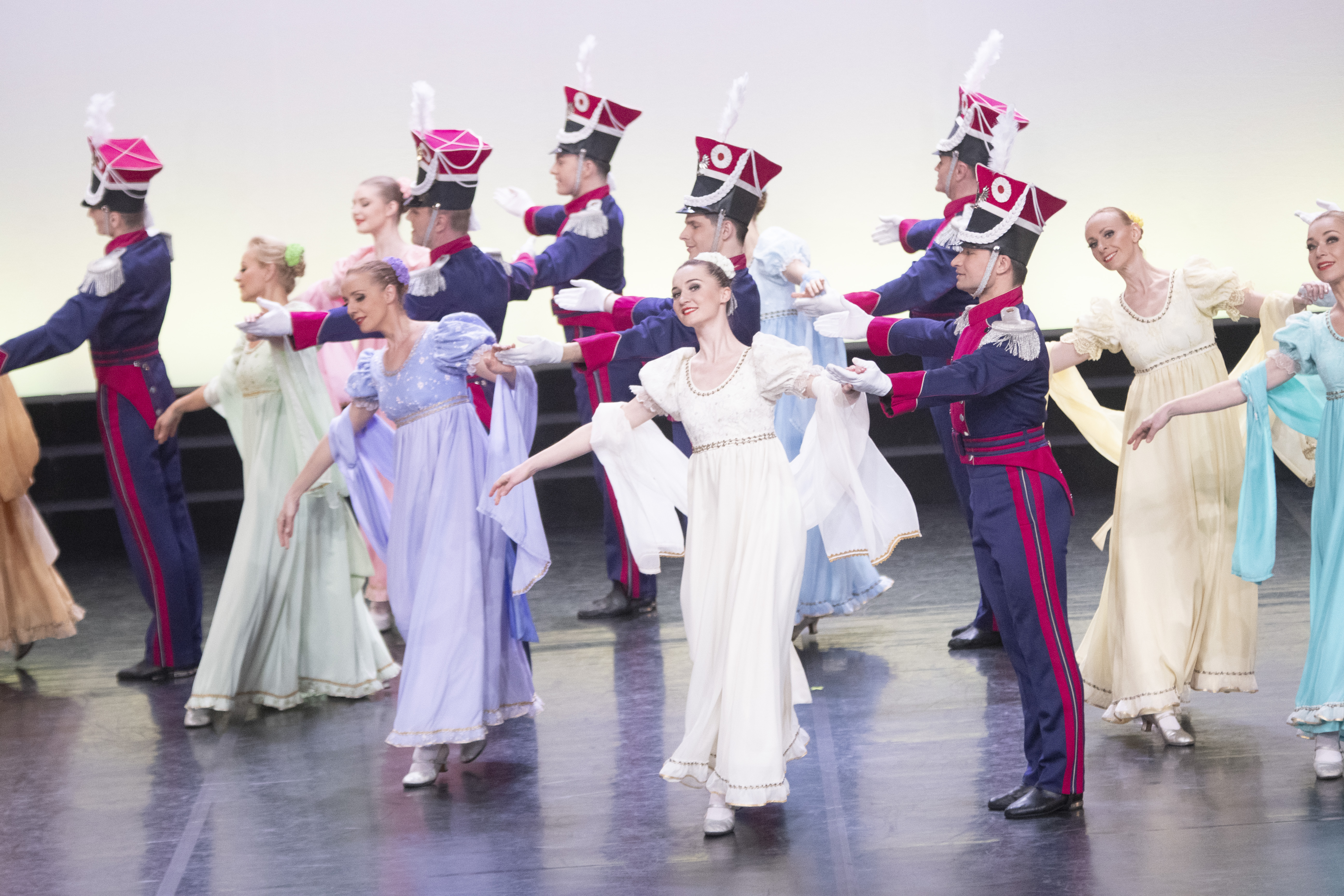
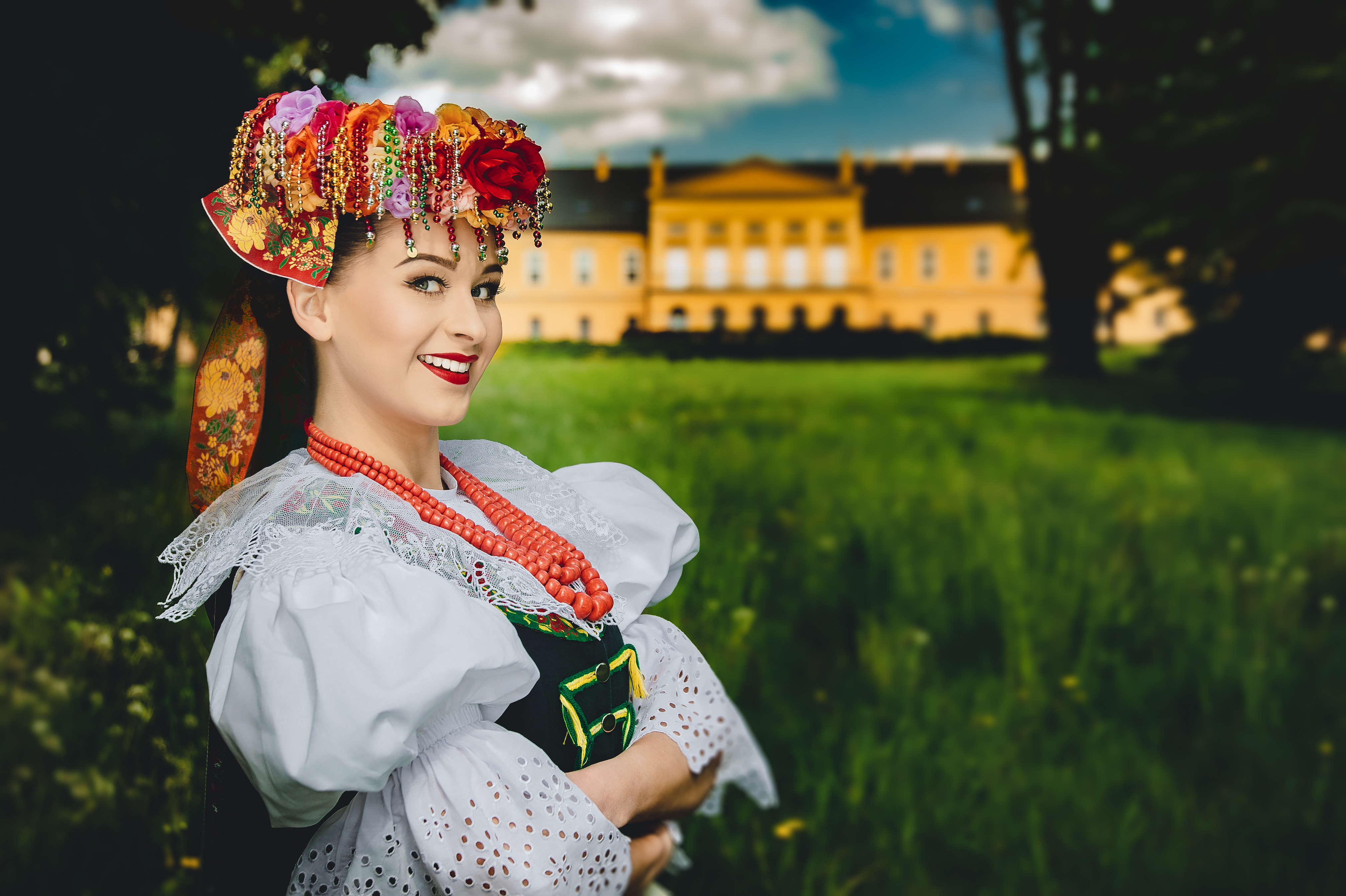